# Liste der Baudenkmäler in Wunsiedel

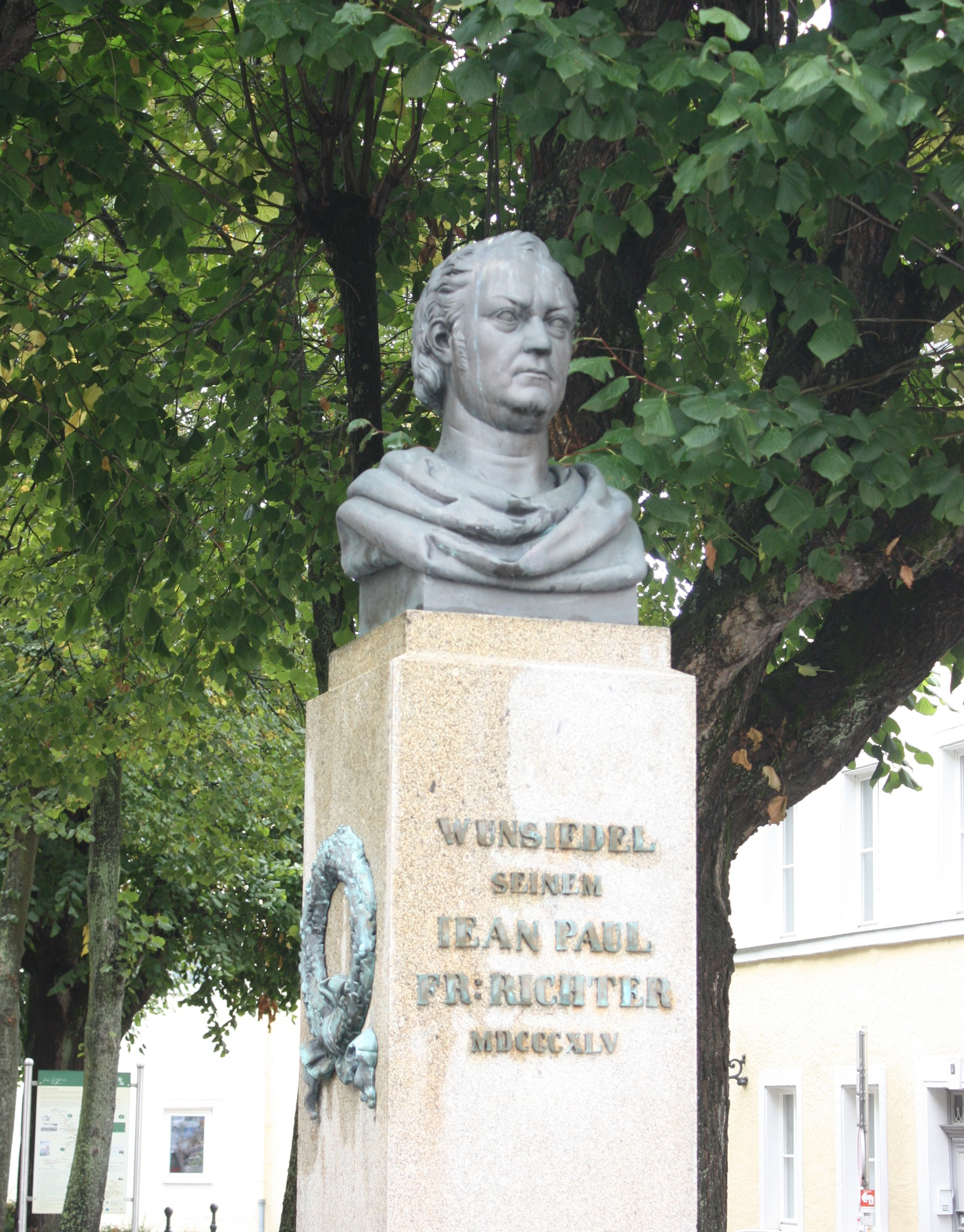
Wunsiedel, Jean-Paul-Büste

Auf dieser Seite sind die Baudenkmäler in der oberfränkischen Stadt Wunsiedel zusammengestellt. Diese Tabelle ist eine Teilliste der Liste der Baudenkmäler in Bayern. Grundlage ist die Bayerische Denkmalliste, die auf Basis des Bayerischen Denkmalschutzgesetzes vom 1. Oktober 1973 erstmals erstellt wurde und seither durch das Bayerische Landesamt für Denkmalpflege geführt wird. Die folgenden Angaben ersetzen nicht die rechtsverbindliche Auskunft der Denkmalschutzbehörde.

## Ensembles

### Ensemble Altstadt Wunsiedel
Das Ensemble umfasst das Stadtzentrum mit dem mittelalterlichen Stadtkern und den Erweiterungen des frühen 19. Jahrhunderts im Bereich des ehemaligen Stadtweihers. Das Ensemble wird insgesamt durch den Wiederaufbau nach dem Stadtbrand von 1834 mit der weitgehenden Neustrukturierung des Stadtgebietes und zusätzlichen Erweiterungen dominiert.
Der Ortsname Wunsiedel wird als etymologische Verschmelzung von Wunne für Waldwiese und siedel  für einen Adelssitz gedeutet. Die Besiedlung erfolgte offenbar im Zusammenhang mit der 1163 erstmals bezeugten Burg oberhalb der Röslau. Sie befand sich nördlich der heutigen Burggasse. 1285 fiel die Herrschaft an den Burggrafen von Nürnberg. 1326 mit Stadtrecht versehen, umfasste der Ort den südlich an das Burgareal anschließende Gebiet mit der ehemaligen Fleischgasse (heute Bereich des Alter Marktes) und, als erste Erweiterung, die Breite Straße. Die wirtschaftlich prosperierende Stadt wurde im 15. Jahrhundert im Westen und Norden abermals erweitert und von einer Stadtmauer geschützt. Innerhalb des Herrschaftsgebietes der Nürnberger Burggrafen im Egerland gewann der Ort als Zentrum des Bergbaus, der Metallverarbeitung und als Markt an Bedeutung, später vor allem als Verwaltungsmittelpunkt. Seit 1504 bildete die Stadt das Zentrum eines eigenständigen Amtsbezirks. Nach der 1533 abgeschlossenen Reformation blieb die Stadt protestantisch. Ab Mitte des 15. Jahrhunderts war ein Rückgang des Bergbaus zu verzeichnen. 1613 erlangte die Stadt die Funktion des Hauptortes für das so genannte Sechsämterland, das 1791 an das Königreich Preußen und 1806 an das Königreich Bayern fiel.
Zwischen 1607 und 1731 wurden sechs größere Stadtbrände verzeichnet. Bereits nach dem Brand von 1607 wurde auf einen Wiederaufbau des Schlosses, das sich an der Stelle der früheren Burg befand, verzichtet. Im Zuge der Verfüllung des Stadtweihers nordwestlich der Stadt für die 1826 vollendete Neutrassierung der Chaussee in Richtung Hof und Sachsen (heute Maximilianstraße) entstand dort zwischen 1829 und 1834 die erste neuzeitliche Stadterweiterung mit repräsentativer Bebauung. Die architektonischen Entwürfe für die Stadthäuser und Manufakturgebäude stammten überwiegend vom örtlichen Maurermeister Johann Andreas Ritter.

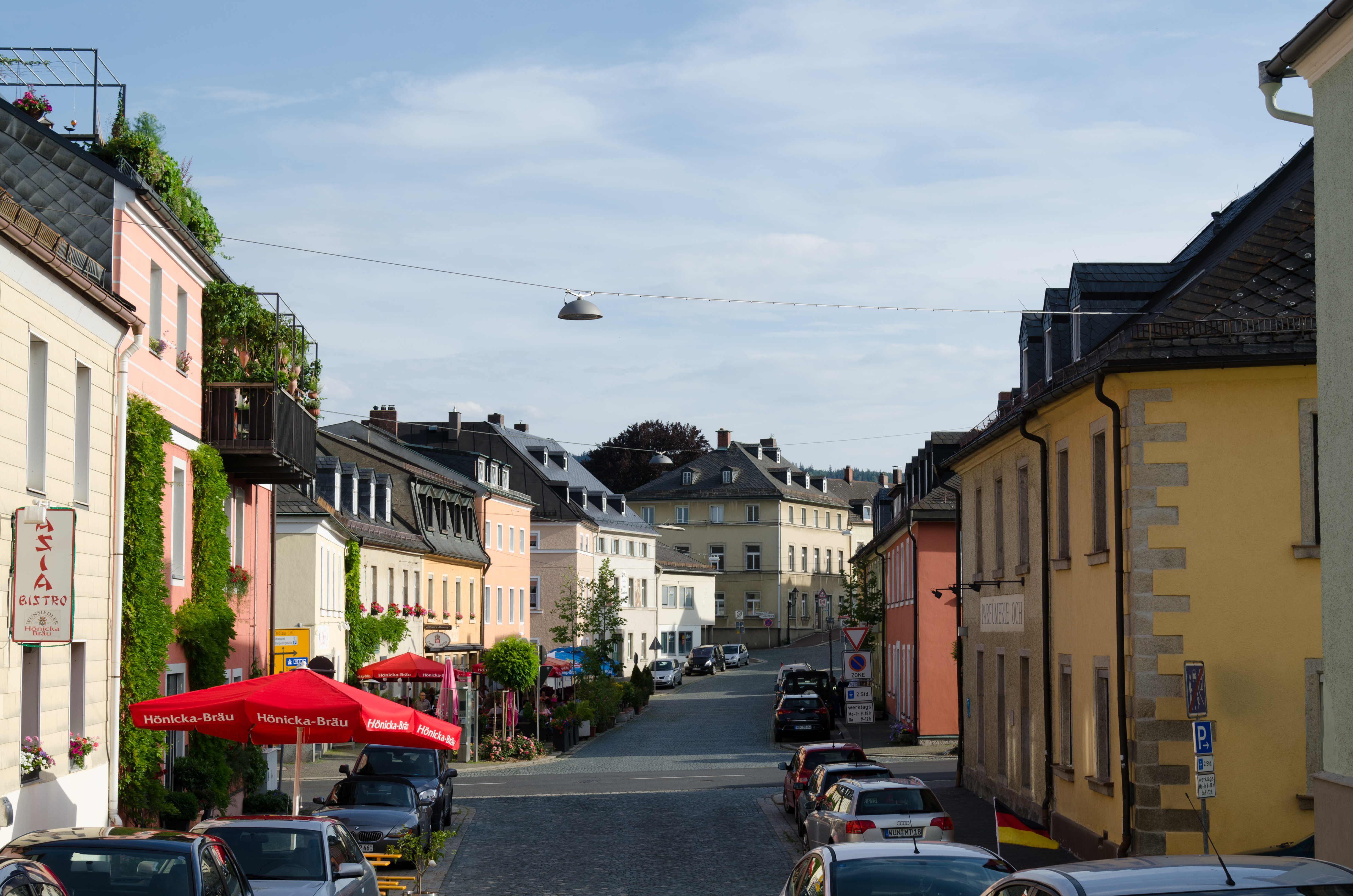
Breitestraße

Die bis heute prägende städtebauliche und architektonische Gestaltung erfuhr die Stadt beim Wiederaufbau nach dem Brand in der Nacht vom 20. auf den 21. Oktober 1834. 278 Gebäude waren zerstört worden, darunter 205 der insgesamt 360 Wohnhäuser. Der Wiederaufbau erfolgte auf der Grundlage eines völlig neuen Plans der königlich bayerischen Baukommission, der auf ein möglichst orthogonales Straßennetz und eine Typisierung der Häuser abzielte. Damals erhielt Wunsiedel jenes biedermeierliche Gepräge, das sie bis heute auszeichnet.

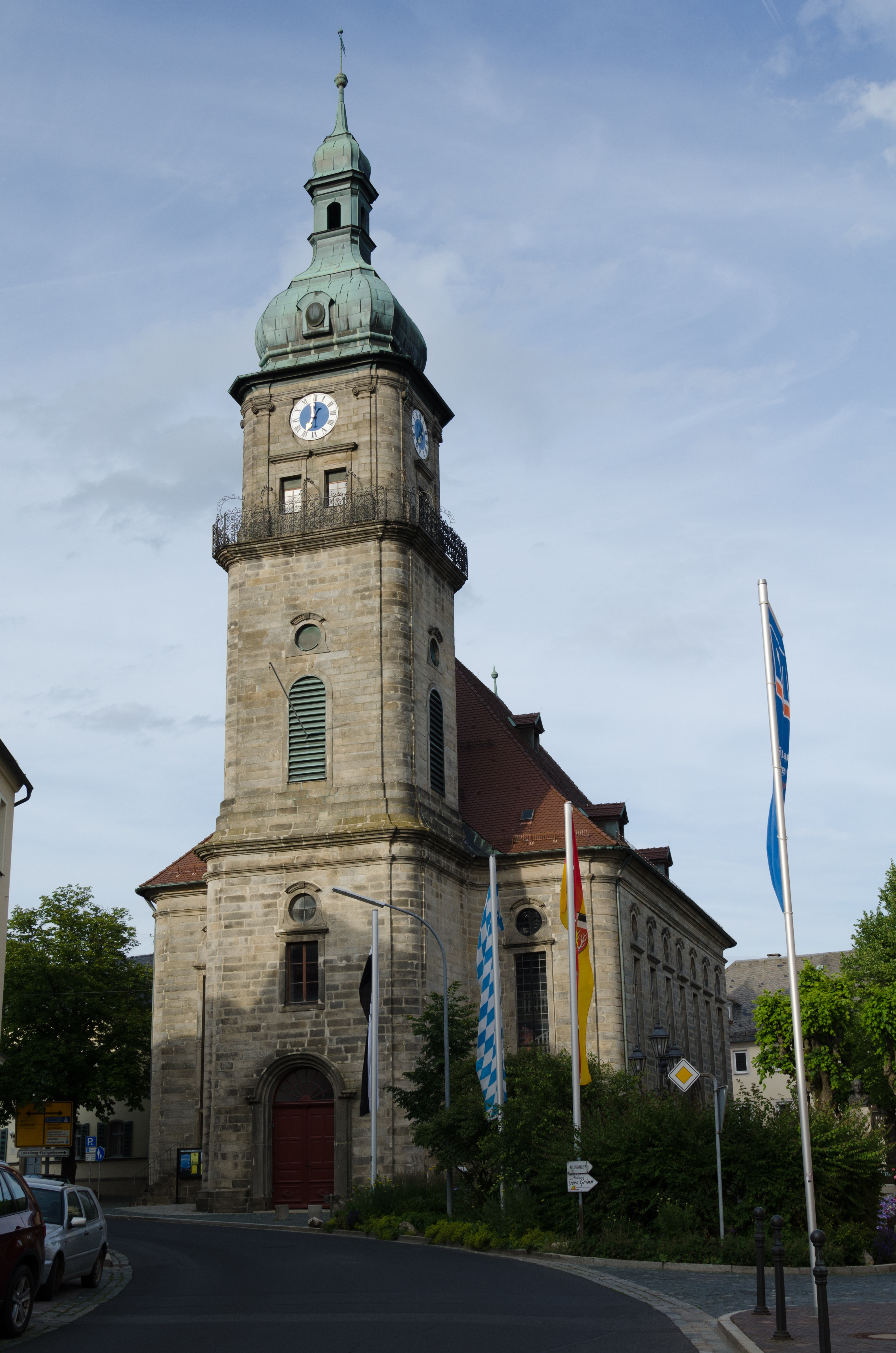
Pfarrkirche St. Veit und St. Martin

Dabei lässt der Stadtkern in der Grundfigur noch immer deutlich zwei verschiedene Bereiche erkennen. Ein Teil der Maximilianstraße (nordseitige Bebauung) mit der Pfarrkirche sowie die Sigmund-Wann-Straße mit dem Spitalhof gehen in ihrer nicht orthogonalen Struktur noch auf das Mittelalter zurück, wenn auch die Bebauung aus dem 17. und 18. Jahrhundert stammt. Vom Stadtbrand unberührt blieb auch der klassizistisch angelegte westliche Abschnitt der Maximilianstraße. Dagegen ist der gesamte Altstadtbereich südlich der Maximilianstraße das Ergebnis der genannten durchgreifenden Neuplanung. Das rasterartige Straßensystem ist mit dem westlichen Abschnitt der Maximilianstraße abgestimmt und überspannt etwa zwei Drittel der bisherigen Stadtfläche und ein Erweiterungsgebiet im Südwesten. In das streng regulierte neue Straßensystem wurden dennoch Teile älterer Bausubstanz einbezogen, so in der Koppetentorstraße, der Harmoniegasse oder am Gabelmannsplatz. Für den Aufbau der neuen Häuser galten strenge Bauverordnungen. So entstanden gleichförmige Reihen weitgehend schmuckloser zweigeschossiger Traufseithäuser in verschiedenen typisierten Größen mit Schieferdächern. Eckgebäude verfügen in der Dachzone über flache Grate oder Halbwalme. Die einfachen Häuserreihen, die trotz zahlreicher Modernisierungen noch das Ortsbild prägen, lassen die wenigen städtebaulichen Dominanten – insbesondere die Stadtpfarr- und Spitalkirche mit ihren barocken Turmhelmen – umso wirkungsvoller zur Geltung kommen. Hierzu sind auch das 1836 bis 1837 errichtete Rathaus am Markt und die 1838 bis 1839 gebaute Handelsschule in der Hofer Straße (räumlicher Abschluss der Maximilianstraße) zu zählen, die beide unter Mitwirkung des Vorsitzenden der königlichen Kommission in München, Friedrich von Gärtner, entstanden.

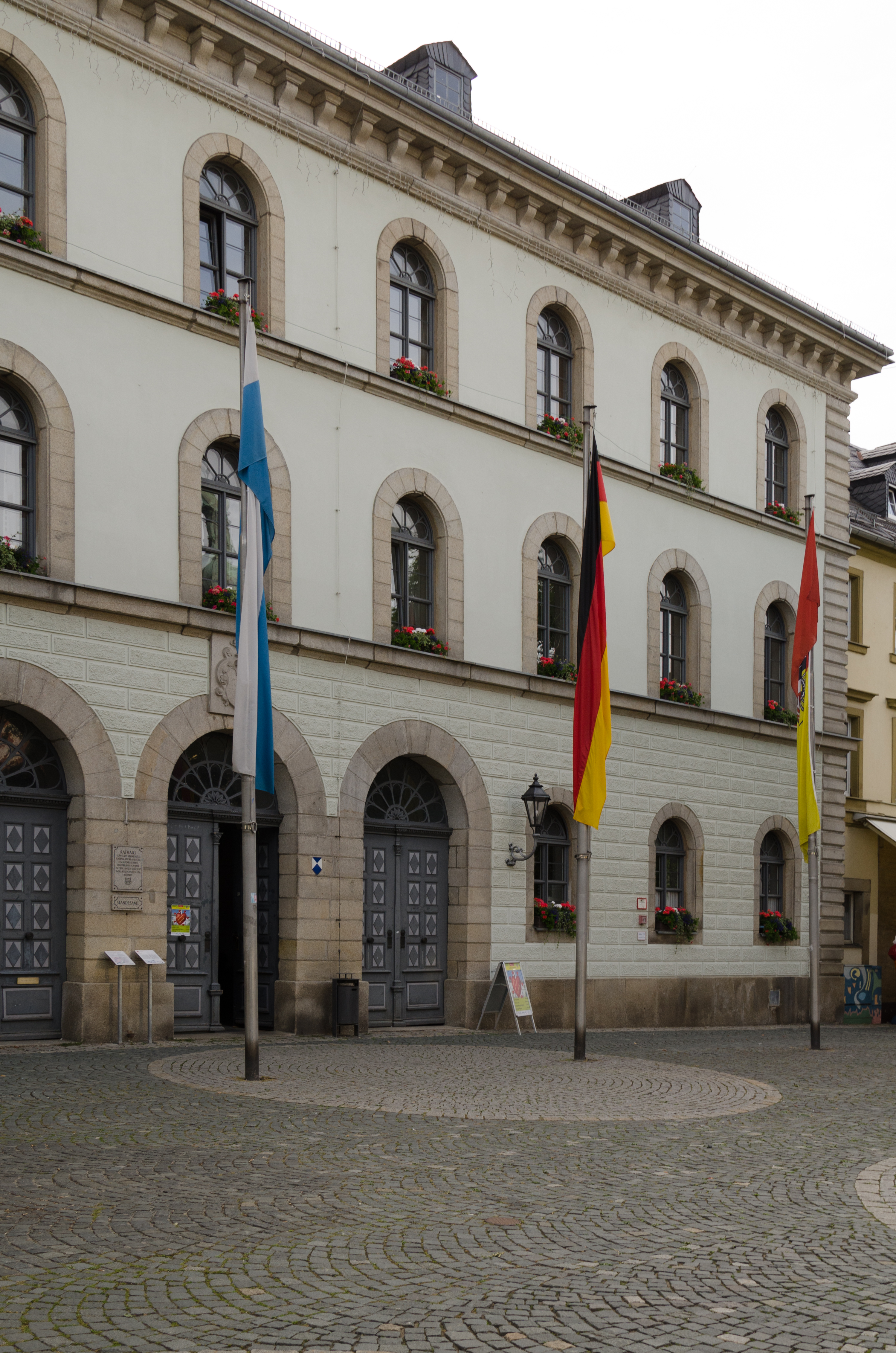
Rathaus, Markt 6

Typische bauliche Veränderungen seit Mitte des 19. Jahrhunderts stellen Aufstockungen der Typenbauten dar, ebenso wie der Neubau verschiedener Geschäftshäuser bis zur ersten Hälfte des 20. Jahrhunderts, darunter einige Eckgebäude. Neue städtebauliche Dominanten bilden der 1878/79 errichtete Kernbau der Realschule (heute Gymnasium) und die 1883/84 realisierte katholische Stadtpfarrkirche zu den Zwölf Aposteln. Der Grüngürtel im Bereich der ehemaligen Stadtbefestigung ist auf etwa einem Viertel des ursprünglichen Umfangs noch vorhanden, zumeist in Form von Gärten, an der Alten Landgerichtsstraße in Form einer im Kern gründerzeitlichen Parkanlage, der Wilma-Anlage. 
Aktennummer: E-4-79-169-1

### Ensemble Scheunenreihe An der Steinernen Brücke
Das Ensemble umfasst Scheunenreihen und den Teil einer solchen, beiderseits der südlichen Ausfallstraße der Stadt Wunsiedel An der Steinernen Brücke, parallel zur Röslau am Fuß des Nordhangs vom Katharinenberg gelegen. Von der nördlichen Zeile gehören die beiden östlichsten baulichen Segmente zum Ensemble. Die südliche Zeile umfasst drei Teilabschnitte mit fünf, vier und neun Segmenten (von West nach Ost). Bereits die Uraufnahme Mitte des 19. Jahrhunderts verzeichnet hier drei Teilabschnitte mit den beiden noch heute vorhandenen Lücken, die zu diesem Zeitpunkt noch größer ausfielen.
Die Scheunen verfügen über zwei Geschosse und ursprünglich mehrheitlich zwei Toreinfahrten. Sie waren in unverputztem Bruchsteinmauerwerk ausgeführt und mit einem Satteldach abgeschlossen. Gegenwärtig ist nur die Scheune auf dem Flurstück 457 noch ohne Putz verblieben. Die meisten Segmente der Scheunenreihen südlich der Straße sind zu Wohnzwecken umgebaut, wobei wesentliche architektonische Elemente der Scheunenstruktur zumeist erkennbar geblieben sind. Einen Sonderfall innerhalb der Bebauung stellt das Gebäude An der Steinernen Brücke 12 dar, das Anfang des 20. Jahrhunderts als Neubau in Form eines mehrstöckigen Wohnhauses in einer Baulücke zwischen den Scheunen gebaut wurde. 
Aktennummer: E-4-79-169-2

### Ensemble Bauernhofgruppe Holenbrunn
Das Ensemble umfasst einen Ausschnitt der Ortslage mit sechs Hofstellen an der Südseite der Egerer Straße und einer größeren Hofstelle an der nördlich abzweigenden Teichstraße.
Das Bauerndorf umfasste 1499 acht Höfe, deren Zahl sich bis Ende des 18. Jahrhunderts mehr als verdoppelte. Mit dem Bau der Eisenbahnen ab dem letzten Viertel des 19. Jahrhunderts, durch den der Ort die Funktion eines Verkehrsknotenpunktes bekam, änderte sich sein Charakter vom Bauerndorf zum Industriestandort. Davon zeugt auch die Platzgestaltung am Dorfteich in unmittelbarer Nähe der Hofgruppe mit dem Schulgebäude aus den 1930er Jahren.
Die Wohnstallhäuser der annähernd gleich großen Hofstellen an der Egerer Straße stammen aus dem Zeitraum um 1800 bis in das späte 19. Jahrhundert und reihen sich mit einer Ausnahme giebelständig entlang der Straße auf. Diese Höfe verfügen über eine durchgehende rückwärtige Scheunenzeile. Der älteste und größere Hof, der zur Teichstraße ausgerichtet ist, verfügt neben dem Wohnstallhaus über umfangreichere jüngere Wirtschaftsgebäude. 
Aktennummer: E-4-79-169-3

## Stadtbefestigung
Die Stadtmauer wurde seit Mitte 14. Jahrhundert ausgebaut.
Folgende Reste sind erhalten:
- Mauerrest mit rechteckigem Turm, verbaut, Sigmund-Wann-Straße 35
- Rest der Stadtmauer mit Schießscharte, Weihergasse 15
- Teile der Stadtmauer, verbaut, Harmoniegasse 8, 10, 12, 14, 16

Aktennummer: D-4-79-169-1.

| Lage                                      | Objekt                           | Beschreibung | Akten-Nr.      | Bild           |
| ----------------------------------------- | -------------------------------- | --- | -------------- | -------------- |
| Burggraf-Friedrich-Straße 5 (Standort)    | Teil der Stadtmauer              | Größere Partie der Mauer auf dem rückwärtigen Grundstück | D-4-79-169-35  | BW             |
| Burggraf-Friedrich-Straße 7, 9 (Standort) | Teil der Stadtmauer              | Größere Partie der Mauer auf dem rückwärtigen Grundstück | D-4-79-169-38  | BW             |
| Harmoniegasse 20 (Standort)               | Mauerturm                        | Halbrund, ins Gebäude einbezogen, mit einem Rest der Stadtmauer, spätmittelalterlich | D-4-79-169-56  | Mauerturm      |
| Koppetentorstraße 5 (Standort)            | Rest der Stadtmauer              | Vom Koppetentor nach Norden anschließend, im Haus Koppetentorstraße 5 verbaut | D-4-79-169-209 | BW             |
| Spitalhof 1 (Standort)                    | Rest der Stadtbefestigung        | Teil der Mauer mit halbrundem Turm in das Gebäude einbezogen | D-4-79-169-199 | BW             |
| Turmgäßchen 7 (Standort)                  | Koppetentor, ehemaliges Stadttor | Im Grundriss viereckig, über dem zweiten Obergeschoss achteckig, Zinnenkranz, im Kern drittes Drittel 15. Jahrhundert, mehrfach beschädigt und wiederhergestellt, zuletzt nach dem Stadtbrand 1834 | D-4-79-169-209 | weitere Bilder |
| Turmgäßchen 10 (Standort)                 | Wohnhaus                         | Zweigeschossiger, traufständiger Satteldachbau, im Kern 17./18. Jahrhundert, mit einbezogenem halbrundem Turm der Stadtbefestigung, 15. Jahrhundert                                                | D-4-79-169-210 | Wohnhaus       |

## Baudenkmäler nach Ortsteilen

### Wunsiedel
| Lage                                                              | Objekt | Beschreibung | Akten-Nr.      | Bild |
| ----------------------------------------------------------------- | --- | --- | -------------- | --- |
| Alte Landgerichtsstraße 30, 30 a (Standort)                       | Altes Landgericht | Stattlicher, zweigeschossiger Mansardwalmdachbau, massiv und verputzt, mit geohrten Tür- und Fensterrahmungen, Mitte 18. Jahrhundert | D-4-79-169-2   | BW |
| Alte Ratsgasse 4 (Standort)                                       | Wohnhaus | Ehemals zweigeschossiger Traufseitbau, verputzt, im Kern 18. Jahrhundert, aufgestockt | D-4-79-169-3   | BW |
| Alte Ratsgasse 5, Ludwigstraße 29 (Standort)                      | Wohnhaus | Zweigeschossiges Eckgebäude mit abgewalmtem Dach, um 1840, Erdgeschoss durch Ladeneinbau verändert | D-4-79-169-110 | BW |
| Alte Ratsgasse 6 (Standort)                                       | Wohnhaus | Schmaler, zweieinhalbgeschossiger Traufseitbau, 18. Jahrhundert, modernisiert | D-4-79-169-4   | BW |
| Alte Ratsgasse 7 (Standort)                                       | Wohnhaus | Zweigeschossiger Traufseitbau über unregelmäßigem Grundriss, im Kern 17. Jahrhundert | D-4-79-169-5   | BW |
| Alter Markt 1 (Standort)                                          | Wohnhaus | Traufseitbau mit zwei geohrten Türrahmungen, 18. Jahrhundert, in neuerer Zeit aufgestockt, Mansardhalbwalmdach | D-4-79-169-7   | BW |
| Am Bahnhof 4 (Standort)                                           | Postdienstgebäude | Zweigeschossiger Traufseitbau mit steilem Satteldach, expressionistisch, 1926 von Regierungsbaumeister Wilhelm Erhard | D-4-79-169-268 | BW |
| Am Bocksberg 1 (Standort)                                         | Wohnhaus | Zweigeschossiges Eckgebäude mit abgewalmtem Schieferdach, massiv und verputzt, um 1840 | D-4-79-169-8   | weitere Bilder |
| Am Bocksberg 2 (Standort)                                         | Wohnhaus | Zweieinhalbgeschossiger Traufseitbau, massiv und verputzt, Schieferdeckung, Mitte 19. Jahrhundert, im Kern älter, rückwärtig Brockenmauerwerk mit Granit-Tragsteinen (Reste der Burg?) | D-4-79-169-9   | weitere Bilder |
| Am Bocksberg 3 (Standort)                                         | Bürgerhaus | Zweigeschossiger Satteldachbau mit Zwerchhaus, profilierte Türrahmung aus Granit, nach 1731 und 1834, über Resten der spätmittelalterlichen Burg | D-4-79-169-256 | weitere Bilder |
| Am Bocksberg 5 (Standort)                                         | Wohnhaus | Zweigeschossiger Traufseitbau, massiv und verputzt, profilierte Türrahmung aus Granit, um 1840 | D-4-79-169-10  | weitere Bilder |
| Am Bocksberg 7 (Standort)                                         | Wohnhaus | Zweigeschossiges Eckgebäude mit Halbwalmgiebel an der freien Seite, um 1835/40 | D-4-79-169-11  | weitere Bilder |
| Am Bocksberg 8 (Standort)                                         | Wohnhaus | Zweigeschossiges Eckgebäude mit abgewalmtem Schieferdach, massiv und verputzt, um 1840 | D-4-79-169-12  | BW |
| Am Bocksberg 10 (Standort)                                        | Wohnhaus | Zweigeschossiges Eckgebäude mit abgewalmtem Schieferdach, versetzte Eckquaderung aus Granit, um 1840 | D-4-79-169-13  | BW |
| Am Kreuzfall (Standort)                                           | Waschplatz am Mühlgraben | Satteldach auf Holzständern, Granitpfeiler als Auflager für eine Waschplatte (fehlt), um 1900 | D-4-79-169-273 | BW |
| An der Steinernen Brücke 12 (Standort)                            | Wohnhaus | Zweigeschossiger Traufseitbau mit Zwerchhaus, massiv und verputzt, um 1905 | D-4-79-169-267 | BW |
| Bahngäßchen 1 (Standort)                                          | Wohnhaus | Zweigeschossiges Eckgebäude mit verschindeltem Obergeschoss und Halbwalm auf der freien Seite, 18. Jahrhundert | D-4-79-169-14  | BW |
| Bezirksamtsstraße (Standort)                                      | Brunnen | Granit, achtseitiges Becken, Pfeiler mit Pinienzapfen und geschwungenem Brunnenauslauf, frühes 19. Jahrhundert | D-4-79-169-16  | BW |
| Bezirksamtsstraße 6 (Standort)                                    | Ehemaliges Landratsamt | Stattlicher, zweigeschossiger Halbwalmdachbau mit übergiebeltem Mittelrisalit und Ecklisenen, Schieferdeckung, um 1820/1830, wahrscheinlich nach Entwurf von Johann Andreas Ritter Nebengebäude, erdgeschossiger Halbwalmdachbau, massiv und verputzt, Schieferdeckung | D-4-79-169-15  | BW |
| Bibersbacher Straße (bei der Markus-Zahn-Allee) (Standort)        | Meilenstein | Granit, Obelisk auf hohem Sockel, bezeichnet „1792“ | D-4-79-169-217 | [[Vorlage:Bilderwunsch/code!/C:50.04883,12.00235!/D:Bibersbacher Straße (bei der Markus-Zahn-Allee), Meilenstein!/\|BW]]    |
| Brandenburggasse 5 (Standort)                                     | Wohnhaus, ehemalige Schreinerei | traufständiger, zweigeschossiger Massivbau, Putzfassade mit gefalzten Rahmen und Granitportal mit Keilstein, regelhafter Wiederaufbau nach dem Stadtbrand 1834; Werkstatt, eingeschossiger Massivbau, Bruchstein, mit Pultdach, um 1850 | D-4-79-169-358 | BW |
| Breite Straße 1 (Standort)                                        | Wohnhaus in Ecklage | Zweigeschossiger Bau mit abgewalmtem Schieferdach, Mitte 19. Jahrhundert, Erdgeschoss durch Ladeneinbau verändert | D-4-79-169-17  | weitere Bilder |
| Breite Straße 2 (Standort)                                        | Wohnhaus | Zweigeschossiger Traufseitbau, massiv und verputzt, Mitte 19. Jahrhundert | D-4-79-169-18  | weitere Bilder |
| Breite Straße 3 (Standort)                                        | Wohnhaus mit Gaststätte | Zweigeschossiger Traufseitbau mit segmentförmigen Fensterstürzen im Erdgeschoss, im Kern 14. Jahrhundert (dendrologisch datiert), Mitte 19. Jahrhundert | D-4-79-169-19  | weitere Bilder |
| Breite Straße 4, 6 (Standort)                                     | Wohnhaus | Zweigeschossiges Eckgebäude mit abgewalmtem Schieferdach, Mitte 19. Jahrhundert, Erdgeschoss durch Ladeneinbau verändert | D-4-79-169-20  | weitere Bilder |
| Burggasse 3 (Standort)                                            | Wohnhaus mit älterem Kern (verbaute Reste der Burg Wunsiedel) | An der Rückseite Mauervorsprünge und Abkragung auf Kragsteinen | D-4-79-169-21  | weitere Bilder |
| Burggraben 3 (Standort)                                           | Wohnhaus | Zweigeschossiger Traufseitbau, Dach mit Halbwalm auf der freien Seite, 18. Jahrhundert | D-4-79-169-22  | weitere Bilder |
| Burggraben 5 (Standort)                                           | Wohnhaus | Zweigeschossiger Traufseitbau, Dach mit Halbwalm auf der freien Seite, 18. Jahrhundert | D-4-79-169-23  | weitere Bilder |
| Burggraben 7 (Standort)                                           | Wohnhaus | Zweigeschossiger Traufseitbau mit Zwerchhaus, 18. Jahrhundert | D-4-79-169-24  | weitere Bilder |
| Burggraben 9 (Standort)                                           | Wohnhaus | Zweigeschossiger Traufseitbau, 18. Jahrhundert | D-4-79-169-25  | weitere Bilder |
| Burggraben 17 (Standort)                                          | Wohnhaus | Zweigeschossiger Traufseitbau, massiv und verputzt, 18. Jahrhundert | D-4-79-169-26  | BW |
| Burggraben 19 (Standort)                                          | Wohnhaus | Zweigeschossiger Traufseitbau, massiv und verputzt, 18. Jahrhundert | D-4-79-169-27  | BW |
| Burggraben 21 (Standort)                                          | Wohnhaus | Zweigeschossiger Traufseitbau, massiv und verputzt, 18. Jahrhundert | D-4-79-169-28  | BW |
| Burggraben 23 (Standort)                                          | Wohnhaus | Zweigeschossiger Traufseitbau, 18. Jahrhundert | D-4-79-169-29  | BW |
| Burggraben 25 (Standort)                                          | Wohnhaus | Dreigeschossiger Walmdachbau, massiv und verputzt, im Kern 17./18. Jahrhundert | D-4-79-169-30  | weitere Bilder |
| Burggraf-Friedrich-Straße 1 (Standort)                            | Wohnhaus | Stattliches, dreigeschossiges Eckgebäude mit Fensterbankgesimsen und abgewalmtem Dach, 1836 von Johann Andreas Ritter | D-4-79-169-31  | weitere Bilder |
| Burggraf-Friedrich-Straße 2 (Standort)                            | Wohnhaus | Zweigeschossiges Eckgebäude mit abgewalmtem Schieferdach, massiv und verputzt, spätes 18. Jahrhundert oder um 1800 | D-4-79-169-32  | weitere Bilder |
| Burggraf-Friedrich-Straße 3 (Standort)                            | Wohnhaus | Zweigeschossiger Traufseitbau mit übergiebeltem Mittelteil, gefelderte und geohrte Türrahmung aus Granit, 18. Jahrhundert, mehrfach erneuert | D-4-79-169-33  | weitere Bilder |
| Burggraf-Friedrich-Straße 4 (Standort)                            | Wohnhaus | Dreigeschossiger Traufseitbau mit Schieferdach, geohrte Tür- und Fensterrahmungen, um 1800, Erdgeschoss durch Ladeneinbau verändert | D-4-79-169-34  | weitere Bilder |
| Burggraf-Friedrich-Straße 5 (Standort)                            | Wohnhaus | Zweigeschossiger Traufseitbau mit Schieferdach, im Kern 17./18. Jahrhundert | D-4-79-169-35  | weitere Bilder |
| Burggraf-Friedrich-Straße 6 (Standort)                            | Wohnhaus | Zweieinhalbgeschossiger Traufseitbau, massiv und verputzt, profilierte Türrahmung aus Granit, um 1840 | D-4-79-169-36  | BW |
| Burggraf-Friedrich-Straße 9 (Standort)                            | Ehemals Realschule, jetzt Gymnasium | Dreigeschossiger Walmdachbau mit Mittelrisalit, gefugtem Erdgeschoss gefugt und gequaderten Eckpilastern, spätklassizistisch, 1878 von Christian Winnerling | D-4-79-169-38  | weitere Bilder |
| Burggraf-Friedrich-Straße 10 (Standort)                           | Wohnhaus | Zweigeschossiger Traufseitbau, profilierte Türrahmung aus Granit, um 1840 | D-4-79-169-39  | weitere Bilder |
| Burggraf-Friedrich-Straße 12 (Standort)                           | Wohnhaus | Zweigeschossiger Traufseitbau mit stichbogigem Granit-Torbogen, bezeichnet „1837“ | D-4-79-169-40  | Wohnhaus |
| Burggraf-Friedrich-Straße 14 (Standort)                           | Wohnhaus | zweigeschossiger, traufständiger und verputzter Massivbau mit Satteldach und gefalzten Rahmen, um 1837, Inneres Ende 19. Jahrhundert, modernisiert | D-4-79-169-356 | BW |
| Egerstraße 16, Dr.-Schmidt-Straße 23 (Standort)                   | Friedhof | Anlage gegen 1670, mehrfach erweitert, wenige Grabdenkmäler des 19. Jahrhunderts Leichenhaus, Massivbau mit Mansarddach, 1866 Friedhofsmauer, die gegen die Egerstraße friedhofseitig eine Folge von Nischen und straßenseitig drei, jetzt zugesetzte gekehlte bzw. gefaste Portalrahmungen aufweist Drei spätbarocke Gruftkapellen (Schmidtische Gruft, evtl. von Joh. Rudolf Heinrich Richter, bezeichnet „1779“, Haasische Gruft, Sandische Gruft), jeweils mit Pilaster- bzw. Lisenengliederung und geschweiftem Dach, nordwestlich der Kirche, an der Friedhofsmauer Zahlreiche Grabplatten des 16. bis 18. Jahrhunderts, meistens aus Wunsiedler Marmor, zwei spätbarocke figurale Platten dem Elias Räntz zugeschrieben, Aufstellung der Grabdenkmäler unter einem Schutzdach in der Nordostecke neben dem Walmdachbau, an den Außenmauern der Kirche sowie an der Friedhofsmauer Gruftkapelle Schmidt, klassizistische Tempelfront, Satteldach, kleiner Walmdachbau mit gefeldertem Torbogen, 18. Jahrhundert, in der Nordostecke der Friedhofsmauer | D-4-79-169-43  | BW |
| Egerstraße 16 (Standort)                                          | Evangelisch-lutherische Friedhofskirche zur Heiligen Dreifaltigkeit | Saalbau mit Satteldach, an der Nordwestecke niedriger, oktogonaler Turm mit welscher Haube, eingezogener Chor unregelmäßigem Polygonschluss und mit Streben besetzt, 1628 begonnen, 1672 geweiht, am Nordportal bezeichnet „1680“, mit Ausstattung | D-4-79-169-42  | weitere Bilder |
| Egerstraße 72 (Standort)                                          | Villa | Zweigeschossiger Mansardwalmdachbau mit Lisenengliederung und Treppenturm mit Putzrustika, in reduzierten Barockformen, bezeichnet „1904“ Garteneinfriedung | D-4-79-169-44  | BW |
| Egerstraße 74 (Standort)                                          | Villa | Zweigeschossiger Mansardwalmdachbau mit Lisenengliederung und Treppenturm, in reduzierten Barockformen, 1904 | D-4-79-169-45  | BW |
| Feldstraße (bei der Einmündung des Sechsämtergäßchens) (Standort) | Brunnen | Aus Granit, Becken auf der Vorderseite abgeschrägt, erste Hälfte 19. Jahrhundert | D-4-79-169-46  | [[Vorlage:Bilderwunsch/code!/C:50.03603,11.99974!/D:Feldstraße (bei der Einmündung des Sechsämtergäßchens), Brunnen!/\|BW]] |
| Feldstraße 10 (Standort)                                          | Fabrikantenvilla | schlichter zweigeschossiger Walmdachbau mit gartenseitigem Eingangsrisalit und Söller, 1920/21 von Bruno Möhring; Einfriedung, gleichzeitig | D-4-79-169-353 | BW |
| Gabelmannsplatz (Standort)                                        | Gabelmannsbrunnen | Granit, bezeichnet „1784“, Neptunfigur 1927 erneuert | D-4-79-169-53  | weitere Bilder |
| Gabelmannsplatz 2 (Standort)                                      | Wohnhaus | Stattlicher, zweigeschossiger Bau, Schieferdach auf einer Seite mit Halbwalm, Eckrustika, Sohlbank- und Traufgesimse sowie Fensterrahmungen aus Granit, um 1840 | D-4-79-169-48  | BW |
| Gabelmannsplatz 3 (Standort)                                      | Brauereigasthaus | Zweigeschossiges Eckgebäude mit abgewalmtem Schieferdach, Mitte 19. Jahrhundert | D-4-79-169-49  | weitere Bilder |
| Gabelmannsplatz 4 (Standort)                                      | Zwei barocke Wappensteine | In der Außenmauer | D-4-79-169-50  | weitere Bilder |
| Gabelmannsplatz 6 (Standort)                                      | Druckereigebäude | Zweieinhalbgeschossiger Traufseitbau mit Sohlbankgesimsen, um 1840, im Kern wohl älter | D-4-79-169-51  | weitere Bilder |
| Gabelmannsplatz 7 (Standort)                                      | Wohnhaus | Zweigeschossiger Traufseitbau mit Tordurchfahrt, Schieferdach mit kleinen stehenden Gauben, Biedermeier, erste Hälfte 19. Jahrhundert | D-4-79-169-52  | weitere Bilder |
| Göringsreuther Gäßchen 7 (Standort)                               | Wohnhaus | Zweigeschossiges Eckgebäude, das abgewalmte Schieferdach mit stehenden Gauben, um 1840 | D-4-79-169-54  | BW |
| Harmoniegasse 20 (Standort)                                       | Wohnhaus | Erdgeschossiger Satteldachbau, 18./19. Jahrhundert | D-4-79-169-56  | weitere Bilder |
| Hofer Straße 1 (Standort)                                         | Ehemalige Handelsschule, jetzt Wirtschaftsschule | Stattlicher, zweigeschossiger Walmdachbau mit rundbogigen Portal- und Fensterrahmungen aus Granit, Dachaufsatz mit eigenem Pyramidendach, 1838–39 nach Plänen von Friedrich von Gärtner | D-4-79-169-57  | weitere Bilder |
| Hofgäßchen (Standort)                                             | Waschplatz am Mühlgraben | Satteldach auf Holzständern, Granitpfeiler als Auflager für eine Waschplatte (fehlt), um 1900 | D-4-79-169-272 | BW |
| Hornschuchstraße (nach Nr. 13) (Standort)                         | Stadel | Stattlicher, traufseitiger Satteldachbau in Brockenmauerwerk, Blechdeckung, erste Hälfte 19. Jahrhundert | D-4-79-169-60  | [[Vorlage:Bilderwunsch/code!/C:50.03822,12.00908!/D:Hornschuchstraße (nach Nr. 13), Stadel!/\|BW]]                          |
| Hornschuchstraße 1, 3 (Standort)                                  | Doppelmietshaus | Dreigeschossiger Halbwalmdachbau mit Rustikaerdgeschoss, Werksteingliederung und Ziergiebeln, historisierender Jugendstil, 1904/05, mit Ausstattung | D-4-79-169-58  | BW |
| Hornschuchstraße 5, 7 (Standort)                                  | Doppelmietshaus | Dreigeschossiger Halbwalmdachbau, historisierender Jugendstil, um 1905 | D-4-79-169-59  | BW |
| Hornschuchstraße 41 (Standort)                                    | Kleinhaus | Erdgeschossiger, giebelständiger Satteldachbau, Giebel mit Gitterfachwerk, spätes 18./frühes 19. Jahrhundert | D-4-79-169-61  | BW |
| Jean-Paul-Platz (Standort)                                        | Denkmal Jean Paul | Granitsockel mit Bronzebüste nach Ludwig von Schwanthaler, 1845 | D-4-79-169-68  | weitere Bilder |
| Jean-Paul-Platz 1, Jean-Paul-Platz (Standort)                     | Ehemaliges Neues Beinhaus und „Liberey“ | Um 1515–1521 erbaut, zweigeschossiger Bau über unregelmäßigem Grundriss, Obergeschoss und Mansardwalmdach spätbarock, Wetterfahne, bezeichnet „1776“, zwei Schwibbögen (siehe auch Haus Nr. 3) | D-4-79-169-62  | weitere Bilder |
| Jean-Paul-Platz 2 (Standort)                                      | Wohnhaus | Dreigeschossiges Eckgebäude mit abgewalmtem Dach, an der Stelle des 1834 abgebrannten alten Rathauses, die Mauer an der Alten Ratsgasse mit barocken Fensterrahmungen gehört zum alten Baubestand, durch den Einbau einer Gaststätte modern verändert | D-4-79-169-63  | weitere Bilder |
| Jean-Paul-Platz 3, 5, Jean-Paul-Platz (Standort)                  | Ehemaliges Schulhaus, jetzt Evangelisches Gemeindehaus | Dreigeschossiges Doppelhaus mit Walmdach, mehrfach verändert, Geburtshaus Jean Pauls (Nr. 5), mit Gedenktafel, 1828, im Kern 1734/35, zwei Schwibbögen (siehe auch Haus Nr. 1) | D-4-79-169-64  | weitere Bilder |
| Jean-Paul-Platz 4 (Standort)                                      | Wohnhaus | Dreigeschossiger Traufseitbau, um 1835/40, Erdgeschoss durch modernen Ladeneinbau verändert | D-4-79-169-65  | weitere Bilder |
| Jean-Paul-Platz 6 (Standort)                                      | Wohnhaus | Dreigeschossiger Traufseitbau, um 1835/40, Erdgeschoss durch modernen Ladeneinbau verändert | D-4-79-169-66  | weitere Bilder |
| Jean-Paul-Platz 8 (Standort)                                      | Wohnhaus | Dreigeschossiges Eckgebäude mit abgewalmtem Dach und Biedermeier-Haustür, um 1835/40 | D-4-79-169-67  | weitere Bilder |
| Jean-Paul-Straße (Standort)                                       | Sogenannter Apothekergarten | Garten mit Umfassungsmauer, 18. Jahrhundert | D-4-79-169-257 | BW |
| Katharinenberg (Standort)                                         | Granitfindling | Mit bronzenem Medaillonbildnis des Prinzregenten Luitpold, dieses bezeichnet „1897“, südwestlich vom Turm der Kirche | D-4-79-169-70  | BW |
| Katharinenberg (Standort)                                         | Ruine der ehemaligen Wallfahrtskirche | Eine ältere Kapelle um 1450 erweitert, der Westturm 1462 begonnen, vom Langhaus und eingezogenen Chor stehen beträchtliche Teile der Umfassungsmauern, der dreigeschossige Westturm mit Pyramidendach weitgehend erhalten Opferstock, vierseitiger Granitpfeiler mit Aushöhlung auf der Oberseite, erste Hälfte 15. Jahrhundert, im Langhaus aufgestellt Bildstock, Granit, zweimal eingezogener Pfeiler, vierseitiger Aufsatz mit Giebelbedachung und bekrönendem Kreuz, spätgotisch, Ende 15. Jahrhundert, im Chor aufgestellt | D-4-79-169-69  | weitere Bilder |
| Katharinenberg (Standort)                                         | Bürgerpark Katharinenberg, bestehend aus der Oertel-Anlage, der Schmidt´schen Anlage, der Hey´schen Anlage, der Georg-Döllner-Anlage und der sogenannten Birnbaumgasse | Im Stil eines Englischen Gartens, 1812–1910 | D-4-79-169-274 | BW |
| Katharinenberg (Standort)                                         | Wasserwerk | In den Hang gesetzter kubischer Baukörper mit rustiziertem Mauerwerk, Gesims mit Inschrift, darüber Ziergiebel mit eingesetztem Wappen, Neobarock, bezeichnet „1897“ | D-4-79-169-275 | BW |
| Katharinenberg, Tiefenbacher Weg (Standort)                       | Kellergasse an der Nordseite des Katharinenberges mit rund 50 Erdkellern                                                                                               | Türrahmungen und Einfassungen aus Granit, überwiegend 19. Jahrhundert | D-4-79-169-265 | BW |
| Katharinenstraße 2 (Standort)                                     | Wohnhaus | Zweieinhalbgeschossiges Eckgebäude mit abgewalmtem Dach, massiv und verputzt, um 1840/50 | D-4-79-169-71  | Wohnhaus |
| Katharinenstraße 11, 13 (Standort)                                | Zwei Wohnhäuser | Zwei zusammengezogene Traufseithäuser mit abgewalmtem Dach, massiv und verputzt, um 1840/50 | D-4-79-169-73  | BW |
| Katharinenstraße 12 (Standort)                                    | Wohn- und Kontorgebäude | Zwei- und dreigeschossiger Satteldachbau, 18. Jahrhundert (mit dem Komplex Nr. 14/16 zusammengezogen) | D-4-79-169-74  | BW |
| Katharinenstraße 14, 16 (Standort)                                | Ehemalige Zuckerfabrik, dann Amtsgericht | Viergeschossiger, zweiflügeliger Bau mit Halbwalmdächern auf den freien Seiten, 1811/12, erweitert 1828 | D-4-79-169-76  | Ehemalige Zuckerfabrik, dann Amtsgericht                                                                                    |
| Katharinenstraße 19 (Standort)                                    | Wohnhaus | Freistehender, zweigeschossiger Halbwalmdachbau, um 1800 | D-4-79-169-77  | BW |
| Kemnather Straße (bei Koppetentorstraße 2) (Standort)             | Brunnen | Achtseitiges Granitbecken, Pfeiler mit Pinienzapfen, frühes 19. Jahrhundert | D-4-79-169-93  | Brunnen |
| Kemnather Straße 2 (Standort)                                     | Wohnhaus | Zweigeschossiges Eckgebäude mit abgewalmtem Schieferdach, um 1835 | D-4-79-169-78  | Wohnhaus |
| Kemnather Straße 3 (Standort)                                     | Wohnhaus | Zweigeschossiger Traufseitbau mit Schieferdach, um 1835 | D-4-79-169-79  | Wohnhaus |
| Kemnather Straße 4 (Standort)                                     | Wohnhaus | Zweigeschossiger Traufseitbau mit profilierter Granit-Türrahmung und Schieferdach, um 1835 | D-4-79-169-80  | Wohnhaus |
| Kemnather Straße 5 (Standort)                                     | Wohnhaus | Zweigeschossiger Traufseitbau mit Tür- und Fensterrahmungen aus Granit, um 1835 | D-4-79-169-81  | Wohnhaus |
| Kemnather Straße 6 (Standort)                                     | Wohnhaus | Zweigeschossiger Traufseitbau mit profilierter Granit-Türrahmung, um 1840 | D-4-79-169-82  | Wohnhaus |
| Kemnather Straße 8 (Standort)                                     | Mietwohnhaus | Zweigeschossiger Mansarddachbau, Mittelrisalit mit geschweiftem Giebel, im Kern erste Hälfte 19. Jahrhundert, 1910 aufgestockt, profilierte Türrahmung, Granit, bezeichnet „1835“ | D-4-79-169-83  | Mietwohnhaus |
| Kemnather Straße 9 (Standort)                                     | Wohnhaus | Zweigeschossiger Traufseitbau mit profilierter Granit-Türrahmung und Halbwalm auf der freien Seite, um 1835 | D-4-79-169-84  | Wohnhaus |
| Kemnather Straße 10 (Standort)                                    | Wohnhaus | Zweigeschossiger Traufseitbau mit Schieferdach, um 1835 | D-4-79-169-85  | Wohnhaus |
| Kemnather Straße 12 (Standort)                                    | Wohnhaus | Zweigeschossiger Traufseitbau mit Schieferdach, um 1835 | D-4-79-169-86  | Wohnhaus |
| Kemnather Straße 16 (Standort)                                    | Wohnhaus | Zweigeschossiger Traufseitbau, profilierte Granit-Türrahmung, Schieferdach mit stehenden Gauben, um 1835 | D-4-79-169-87  | Wohnhaus |
| Kemnather Straße 18 (Standort)                                    | Wohnhaus | Eckgebäude mit abgewalmtem Schieferdach, Pilastergliederung, rundbogige Tür- und Fensterrahmungen aus Granit, bezeichnet „1878“ | D-4-79-169-88  | Wohnhaus |
| Kemnather Straße 20 (Standort)                                    | Gasthaus | Zweigeschossiges Eckgebäude mit Halbwalmdach, Schieferdeckung, um 1835/40 | D-4-79-169-89  | Gasthaus |
| Kemnather Straße 26 (Standort)                                    | Stadel in Ecklage | Zweigeschossiger Halbwalmdachbau aus Bruchsteinen, erste Hälfte 19. Jahrhundert, zusammen mit dem angrenzenden Stadel an der Scheunenstraße gut erhaltenes Beispiel der einst zahlreich hier vorhandenen Ökonomiegebäude | D-4-79-169-90  | BW |
| Kemnather Straße 33 (Standort)                                    | Amtsgericht | Dreigeschossiger, zweiflügeliger Walmdachbau, neubarock, um 1905, Südflügel erweitert | D-4-79-169-91  | weitere Bilder |
| Koppetentorstraße (zwischen Nrn. 13 und 17) (Standort)            | Brunnen | Granitbecken mit abgerundeten Ecken, Pfeiler mit Pinienzapfen, bezeichnet „1787“, Fischkästen, Holzsatteldach auf Granitbecken | D-4-79-169-99  | Brunnen |
| Koppetentorstraße 1 (Standort)                                    | Wohnhaus | Zweigeschossiges Eckgebäude mit verschiefertem Voll- bzw. Halbwalmdach, reiche Granit-Türrahmung, klassizistisch, Erdgeschoss durch Ladeneinbau verändert | D-4-79-169-92  | Wohnhaus |
| Koppetentorstraße 3 (Standort)                                    | Wohnhaus | Zweigeschossiger Walmdachbau, seitlich gedeckter Durchgang des Turmgäßchens, 17./18. Jahrhundert | D-4-79-169-94  | Wohnhaus |
| Koppetentorstraße 7 (Standort)                                    | Wohnhaus | Zweigeschossiges Eckgebäude mit Halbwalm auf der freien Seite, um 1830/40, störender Mansardenausbau | D-4-79-169-95  | Wohnhaus |
| Koppetentorstraße 9 (Standort)                                    | Ehemalige Kapelle Sankt Sebastian und Pulverhaus, heute Wohnhaus | Zweigeschossiger, zweiteiliger Komplex, verzahnte Eckquaderung, ehemals Chor mit Streben besetzt, Satteldach auf einer Seite mit Halbwalm, um 1477 (Kapelle), 1533/34 teilweiser Umbau zum Pulverhaus, 1920 Umbau zum Wohnhaus | D-4-79-169-96  | Ehemalige Kapelle Sankt Sebastian und Pulverhaus, heute Wohnhaus                                                            |
| Koppetentorstraße 12 (Standort)                                   | Wohnhaus | Zweigeschossiges Traufseithaus von zwei Achsen mit Granit-Türrahmung und Schieferdach, um 1830/40 | D-4-79-169-97  | Wohnhaus |
| Koppetentorstraße 13 (Standort)                                   | Gasthaus | Zweigeschossiger Traufseitbau mit profilierter Granit-Türrahmung und abgewalmtem Schieferdach, erste Hälfte 19. Jahrhundert | D-4-79-169-98  | Gasthaus |
| Koppetentorstraße 14 (Standort)                                   | Wohnhaus | Zweigeschossiger Traufseitbau mit geohrten Fensterrahmungen und stehenden Gauben, zweite Hälfte 18. Jahrhundert, Erdgeschoss durch Ladeneinbau verändert | D-4-79-169-100 | Wohnhaus |
| Koppetentorstraße 16 (Standort)                                   | Wohnhaus | Zweigeschossiger Traufseitbau mit geohrten Fensterrahmungen, Schieferdach mit stehenden Gauben, zweite Hälfte 18. Jahrhundert | D-4-79-169-101 | Wohnhaus |
| Koppetentorstraße 17 (Standort)                                   | Wohnhaus | Zweigeschossiges Eckgebäude mit profilierter Granit-Türrahmung und abgewalmtem Dach, um 1835/40 | D-4-79-169-102 | Wohnhaus |
| Koppetentorstraße 24 (Standort)                                   | Wohnhaus | Zweigeschossiges Eckgebäude mit abgewalmtem Dach, um 1835, Erdgeschoss durch Ladeneinbau verändert | D-4-79-169-103 | Wohnhaus |
| Ludwig-Hacker-Platz 9 (Standort)                                  | Ehemalige Mühle | Zweigeschossiger, giebelständiger Halbwalmdachbau, um 1800, modern verkleidet, Stadel mit Halbwalmdach und Giebel mit Gitterfachwerk, am Torbogen bezeichnet „1796“ | D-4-79-169-55  | BW |
| Ludwigstraße 19 (Standort)                                        | Wohnhaus | Zweigeschossiges Eckgebäude mit abgewalmtem Dach, um 1840, Erdgeschoss durch Ladeneinbau verändert | D-4-79-169-104 | Wohnhaus |
| Ludwigstraße 21 (Standort)                                        | Wohnhaus | Zweigeschossiges Eckgebäude mit abgewalmtem Schieferdach, um 1840, Torbogen mit Granitrahmung zugesetzt | D-4-79-169-105 | Wohnhaus |
| Ludwigstraße 23 (Standort)                                        | Wohnhaus | Zweigeschossiger Traufseitbau, seitlicher Torbogen mit korbbogiger Granitrahmung bezeichnet „1835“ | D-4-79-169-106 | Wohnhaus |
| Ludwigstraße 24 (Standort)                                        | Wohnhaus | Ursprünglich zweigeschossiger Traufseitbau, um 1840, aufgestockt | D-4-79-169-107 | BW |
| Ludwigstraße 25 (Standort)                                        | Wohnhaus | Zweigeschossiges Eckgebäude mit Schieferdach, um 1840, Erdgeschoss durch Ladeneinbau verändert | D-4-79-169-108 | Wohnhaus |
| Ludwigstraße 27 (Standort)                                        | Wohnhaus | Zweigeschossiger Traufseitbau mit Schieferdach, Torbogen mit gefelderter Granitrahmung, um 1840 | D-4-79-169-109 | BW |
| Ludwigstraße 30 (Standort)                                        | Wohnhaus | Zweigeschossiges Eckgebäude mit segmentförmigem Torbogen und abgewalmtem Schieferdach, um 1840 | D-4-79-169-111 | Wohnhaus |
| Ludwigstraße 32 (Standort)                                        | Wohnhaus | Zweigeschossiger Traufseitbau, um 1840, Erdgeschoss durch Ladeneinbau verändert | D-4-79-169-112 | BW |
| Ludwigstraße 35 (Standort)                                        | Wohnhaus | Zweigeschossiger Traufseitbau mit Schieferdach und Biedermeiertür, um 1840 | D-4-79-169-113 | BW |
| Ludwigstraße 37 (Standort)                                        | Wohnhaus | Zweigeschossiger Traufseitbau, um 1840, Erdgeschoss durch Ladeneinbau verändert | D-4-79-169-114 | BW |
| Ludwigstraße 38 (Standort)                                        | Wohn- und Geschäftshaus | Dreigeschossiges Eckgebäude mit abgewalmtem Dach, um 1835/40, Erdgeschoss modernisiert | D-4-79-169-115 | Wohn- und Geschäftshaus |
| Ludwigstraße 40 (Standort)                                        | Traufseitbau | Ehemals zwei- heute dreigeschossig, mit Zwerchgiebel, gefelderte Türrahmung und Freitreppe aus Granit, um 1840, Traufgesims, 1926 aufgestockt | D-4-79-169-116 | Traufseitbau |
| Ludwigstraße 41 (Standort)                                        | Zweigeschossiges Wohnhaus | Gefelderte Türrahmung und Freitreppe aus Granit, um 1840, Dach modern verändert | D-4-79-169-117 | BW |
| Ludwigstraße 55 (Standort)                                        | Wohnhaus | Zweigeschossiger Traufseitbau mit gefelderter Granit-Türrahmung, um 1840, Erdgeschoss durch Ladeneinbau verändert | D-4-79-169-120 | BW |
| Ludwigstraße 57 (Standort)                                        | Wohnhaus | Zweigeschossiger Traufseitbau mit gefelderter Granit-Türrahmung, um 1840, Erdgeschoss durch Ladeneinbau verändert | D-4-79-169-121 | BW |
| Ludwigstraße 58 (Standort)                                        | Wohnhaus | Zweigeschossiges Eckgebäude mit abgewalmtem Dach, gefelderte Türrahmung und Freitreppe aus Granit, um 1840 | D-4-79-169-122 | BW |
| Ludwigstraße 59 (Standort)                                        | Wohnhaus | Zweigeschossiger Traufseitbau mit Schieferdach und gefelderter Türrahmung aus Granit, um 1840 | D-4-79-169-123 | BW |
| Ludwigstraße 60 (Standort)                                        | Wohnhaus | Zweigeschossiger Traufseitbau mit gefelderter Granit-Türrahmung, um 1840 | D-4-79-169-124 | BW |
| Ludwigstraße 61 (Standort)                                        | Wohnhaus | Zweigeschossiger Traufseitbau mit Granit-Türrahmung, um 1840, Erdgeschoss durch Ladeneinbau verändert | D-4-79-169-125 | BW |
| Ludwigstraße 62 (Standort)                                        | Wohnhaus | Zweigeschossiger Traufseitbau mit Schieferdach und gefelderter Türrahmung und Freitreppe aus Granit, um 1840 | D-4-79-169-126 | BW |
| Ludwigstraße 64 (Standort)                                        | Wohnhaus | Zweigeschossiger Traufseitbau mit gefelderter Türrahmung und Freitreppe aus Granit, um 1840 | D-4-79-169-127 | BW |
| Ludwigstraße 68 (Standort)                                        | Wohnhaus | Zweigeschossiger Traufseitbau mit gefelderter Granit-Türrahmung, um 1840 | D-4-79-169-128 | BW |
| Ludwigstraße 70 (Standort)                                        | Wohnhaus mit Gaststätte | Zweigeschossiger Traufseitbau mit gefelderter Granit-Türrahmung, um 1840 | D-4-79-169-129 | BW |
| Ludwigstraße 72 (Standort)                                        | Wohnhaus | Zweigeschossiger Traufseitbau mit gefelderter Granit-Türrahmung, um 1840 | D-4-79-169-130 | BW |
| Marktplatz 1 (Standort)                                           | Ehemalige Apotheke | Dreigeschossiger Bau in Ecklage mit abgewalmtem Dach, Erdgeschoss ehemals gefugt, Granit-Eckquaderung, profilierte Granit-Fensterrahmungen, teilweise mit Gesimsverdachungen, drei Rundbogenportale mit Granitrahmungen, um 1835, Pläne vielleicht von Johann Andreas Ritter | D-4-79-169-131 | Ehemalige Apotheke |
| Marktplatz 2 (Standort)                                           | Wohnhaus | Dreigeschossiges Eckgebäude mit abgewalmtem Dach, um 1835/40, Gesimsverdachungen an den Fenstern des ersten Obergeschosses beseitigt, entstellender Ladeneinbau | D-4-79-169-132 | Wohnhaus |
| Marktplatz 3 (Standort)                                           | Gasthaus | Dreigeschossiger Traufseitbau mit verschiedenen Portal- und Fensterbögen im Erdgeschoss, um 1835/40 | D-4-79-169-133 | Gasthaus |
| Marktplatz 4 (Standort)                                           | Gasthaus | Dreigeschossiger Traufseitbau, um 1835/40, Erdgeschoss verändert | D-4-79-169-134 | BW |
| Marktplatz 5 (Standort)                                           | Wohnhaus | Dreigeschossiger Traufseitbau mit zentraler, segmentbogiger Toreinfahrt, um 1835/40, Erdgeschoss verändert | D-4-79-169-135 | Wohnhaus |
| Marktplatz 6 (Standort)                                           | Rathaus | Dreigeschossiger Walmdachbau, das Erdgeschoss ehemals gefugt, Rundbogenportale und -fenster, Sohlbankgesimse, rustizierte Ecklisenen, Kranzgesims, Glockentürmchen, 1836–37 wohl von Johann Andreas Ritter, mit Ausstattung | D-4-79-169-136 | weitere Bilder |
| Marktplatz 7 (Standort)                                           | Wohnhaus | Dreigeschossiger Traufseitbau, um 1835/40, Erdgeschoss durch Ladeneinbau verändert | D-4-79-169-137 | Wohnhaus |
| Marktplatz 8 (Standort)                                           | Wohnhaus | Dreigeschossiger Traufseitbau, um 1835/40, Erdgeschoss verändert | D-4-79-169-138 | Wohnhaus |
| Marktplatz 10 (Standort)                                          | Wohnhaus | Dreigeschossiger Eckbau mit abgewalmtem Dach, um 1835/40, Erdgeschoss durch Ladeneinbau modern verändert | D-4-79-169-139 | Wohnhaus |
| Marktredwitzer Straße 5 (Standort)                                | Ehemalige Mühle | Zweigeschossiger, zweiflügeliger Bau, Dach mit Dacherker am Wohnteil abgewalmt, am Wirtschaftsteil mit Halbwalm, laut Inschrift 1717 renoviert, Nebengebäude eingeschossig, mit Halbwalmdach | D-4-79-169-140 | Ehemalige Mühle |
| Marktredwitzer Straße 10 (Standort)                               | Wirtshaus | Zweigeschossiger Satteldachbau, massiv und verputzt, Mitte 19. Jahrhundert | D-4-79-169-141 | BW |
| Maximilianstraße (Standort)                                       | Brunnen | Granit, achtseitiges Becken, Pfeiler mit Pinienzapfen, geschwungener Metallauslauf, bezeichnet „1773“ | D-4-79-169-170 | BW |
| Maximilianstraße 5 (Standort)                                     | Wohnhaus | Zweigeschossiger Traufseitbau mit profilierter Granit-Türrahmung, Schieferdach mit Halbwalm, erste Hälfte 19. Jahrhundert | D-4-79-169-142 | BW |
| Maximilianstraße 6 (Standort)                                     | Wohnhaus | Zweigeschossiges Eckgebäude mit Lisenengliederung, Schieferdach mit Halbwalm, erste Hälfte 19. Jahrhundert | D-4-79-169-143 | Wohnhaus |
| Maximilianstraße 7 (Standort)                                     | Wohnhaus | Zweigeschossiger Traufseitbau mit profilierter Granit-Türrahmung, erste Hälfte 19. Jahrhundert | D-4-79-169-144 | BW |
| Maximilianstraße 8 (Standort)                                     | Wohnhaus | Zweigeschossiger Halbwalmdachbau mit Lisenengliederung, profilierter Granit-Türrahmung und Schieferdeckung, erste Hälfte 19. Jahrhundert | D-4-79-169-145 | Wohnhaus |
| Maximilianstraße 9 (Standort)                                     | Ehemaliges Wohnhaus des Baumeisters Johann Andreas Ritter | Stattlicher dreigeschossiger Walmdachbau mit Mittelrisalit und Balkon, Erdgeschoss gefugt, profilierte Granit-Türrahmungen, Schieferdeckung, um 1825 | D-4-79-169-146 | BW |
| Maximilianstraße 10 (Standort)                                    | Wohnhaus | Zweigeschossiger Bau mit Lisenengliederung, Schieferdach mit Halbwalm, erste Hälfte 19. Jahrhundert | D-4-79-169-147 | Wohnhaus |
| Maximilianstraße 11 (Standort)                                    | Wohnhaus | Zweigeschossiger Traufseitbau mit Schieferdach und profilierter Granit-Türrahmung, erste Hälfte 19. Jahrhundert | D-4-79-169-148 | BW |
| Maximilianstraße 12 (Standort)                                    | Wohnhaus | Zweigeschossiger Bau mit Lisenengliederung, Schieferdach mit Halbwalm, erste Hälfte 19. Jahrhundert | D-4-79-169-149 | Wohnhaus |
| Maximilianstraße 14 (Standort)                                    | Wohnhaus | Zweigeschossiger, schmuckloser Walmdachbau, im Kern barock | D-4-79-169-151 | Wohnhaus |
| Maximilianstraße 15 (Standort)                                    | Wohnhaus | Stattliches, zweigeschossige Eckgebäude mit abgewalmtem Dach, zweiläufige Außentreppe aus Granit, um 1835/40 | D-4-79-169-152 | BW |
| Maximilianstraße 15 (Standort)                                    | Wohnhaus | Zweigeschossiger Traufseitbau mit Torbogen, um 1835/40 | D-4-79-169-150 | BW |
| Maximilianstraße 16 (Standort)                                    | Wohnhaus | Zweigeschossiger Traufseitbau mit Schieferdach, im Kern 18. Jahrhundert | D-4-79-169-153 | Wohnhaus |
| Maximilianstraße 22, 24 (Standort)                                | Wohnhaus | Zweigeschossiger Satteldachbau, massiv und verputzt, die drei mittleren Achsen als Zwerchhaus mit Dreieckgiebel hochgezogen, Schieferdeckung, um 1800, Erdgeschoss durch Ladeneinbau verändert | D-4-79-169-154 | BW |
| Maximilianstraße 26 (Standort)                                    | Wohnhaus | Dreigeschossiger Traufseitbau, Erdgeschoss gefugt, Fensterrahmungen im ersten Obergeschoss mit Verdachungen, klassizistisch, um 1835 | D-4-79-169-155 | BW |
| Maximilianstraße 28 (Standort)                                    | Wohnhaus | Dreigeschossiges Eckgebäude mit abgewalmtem Dach, um 1835, teilweise stark erneuert | D-4-79-169-156 | Wohnhaus |
| Maximilianstraße 30 (Standort)                                    | Evangelisch-lutherische Pfarrkirche Sankt Veit und Sankt Martin | Fassaden steinsichtig, nach dem Stadtbrand 1731 wiederaufgebaut, Saalbau mit Walmdach, eingezogener Chor mit Streben besetzt, der dreigeschossige Fassadenturm mit welscher Haube erst 1769–70 vollendet, 1903 abermals ausgebrannt, danach wiederhergestellt, mit Ausstattung | D-4-79-169-157 | weitere Bilder |
| Maximilianstraße 31 (Standort)                                    | Wohnhaus | dreigeschossiger Traufseitbau, im Kern 17./18. Jahrhundert, Erdgeschoss völlig verändert | D-4-79-169-158 | BW |
| Maximilianstraße 32, 34 (Standort)                                | Evangelisch-lutherisches Pfarrhaus | Zweieinhalbgeschossiger Walmdachbau mit stichbogigen Tür- und Fensterrahmungen aus Granit, am Entwurf beteiligt Ch. A. Ritter, 1856 | D-4-79-169-159 | Evangelisch-lutherisches Pfarrhaus                                                                                          |
| Maximilianstraße 38 (Standort)                                    | Wohnhaus | Zweigeschossiges Doppelgebäude über unregelmäßigem Grundriss, steiles Walmdach, Tafel mit Jahreszahl „1624“ | D-4-79-169-160 | Wohnhaus |
| Maximilianstraße 37 (Standort)                                    | Wohnhaus | Dreigeschossiger Traufseitbau, rundbogiges Granitportal, im Kern 16. Jahrhundert, Erdgeschoss durch Ladeneinbau verändert | D-4-79-169-161 | BW |
| Maximilianstraße 39 (Standort)                                    | Ehemaliges Palais Lindenfels | Stattlicher dreigeschossiger Traufseitbau, die drei mittleren Achsen als Risalit mit Dreieckgiebel vorgezogen, Portalrahmung aus Granit mit Segmentbogengiebel, um 1735 | D-4-79-169-163 | Ehemaliges Palais Lindenfels                                                                                                |
| Maximilianstraße 43 (Standort)                                    | Wohnhaus | Dreigeschossiger Bau mit abgewalmtem Dach, geohrte und profilierte Tür- und Fensterrahmungen aus Granit, 18. Jahrhundert, im Kern älter, kleiner loggienartiger Vorbau mit Granitpfeilern, jetzt zugesetzt | D-4-79-169-164 | Wohnhaus |
| Maximilianstraße 45 (Standort)                                    | Wohnhaus | Dreigeschossiger Traufseitbau mit abgewalmtem Dach, im Kern 17. Jahrhundert, Erdgeschoss verändert | D-4-79-169-165 | Wohnhaus |
| Maximilianstraße 47 (Standort)                                    | Wohnhaus | Dreigeschossiger Traufseitbau mit Sohlbankgesims, um 1835/40, Erdgeschoss durch Ladeneinbau verändert | D-4-79-169-166 | Wohnhaus |
| Maximilianstraße 49, Sigmund-Wann-Straße 36 (Standort)            | Wohnhaus | Dreigeschossiges Eckgebäude mit Sohlbankgesimsen und abgewalmtem Dach, um 1835/40, Rest eines barocken Hoftores | D-4-79-169-167 | Wohnhaus |
| Maximilianstraße 51 (Standort)                                    | Wohnhaus | Zweigeschossiger Traufseitbau mit Lisenengliederung, Rosetten-Zier und abgewalmtem Dach, auf der Schmalseite zweiläufige Granit-Freitreppe, um 1820 | D-4-79-169-168 | Wohnhaus |
| Maximilianstraße 53 (Standort)                                    | Wohnhaus | Zweigeschossiger Halbwalmdachbau in Ecklage mit Ecklisenen, um 1820, Erdgeschoss durch Ladeneinbau völlig verändert | D-4-79-169-169 | BW |
| Pachelbelgasse 1 (Standort)                                       | Wohn- und Geschäftshaus | Dreigeschossiges Eckgebäude mit abgewalmtem Dach, um 1835/40 | D-4-79-169-171 | Wohn- und Geschäftshaus |
| Pachelbelgasse 8 (Standort)                                       | Wohnhaus | Zweigeschossiges Eckgebäude mit abgewalmtem Dach, Granit-Freitreppe, um 1835/40, Erdgeschoss durch Ladeneinbau verändert | D-4-79-169-172 | BW |
| Pachelbelgasse 18 (Standort)                                      | Wohnhaus | Zweigeschossiger Bau mit breitem Halbwalmgiebel, stichbogige Tür- und Fensterrahmungen, um 1850 | D-4-79-169-173 | BW |
| Schwarze Allee (bei Nr. 11 a), Schwarze Allee 11 a (Standort)     | Gartenhäuschen | Erdgeschossiger Mansardwalmdachbau, an die Außenseite der Stadtmauer gelehnt, spätbarock, Terrassen, teilweise mit alten Futtermauern und Granit-Treppen, Felsenkeller mit geohrter Granit-Rahmung am Eingang | D-4-79-169-174 | BW |
| Sechsämterlandstraße (bei Nr. 12) (Standort)                      | Röhrkasten | Granitbecken mit abgerundeten Ecken, 18. Jahrhundert, der Pfeiler erneuert | D-4-79-169-175 | BW |
| Sechsämterlandstraße 26 (Standort)                                | Wohnhaus | Stattlicher, zweigeschossiger Halbwalmdachbau, übergiebelter Mittelrisalit mit Balkon, Rosetten-Schmuckformen, Schieferdeckung, um 1825 | D-4-79-169-176 | Wohnhaus |
| Senestreyplatz 1 (Standort)                                       | Katholische Pfarrkirche zu den Heiligen Zwölf Aposteln | Dominantes Mittelschiff, Chor mit 4/8-Schluss, umlaufend mit Streben besetzt, viergeschossiger Chorseitenturm mit Spitzhelm, neugotisch, bezeichnet „1884“, Pläne von Domvikar Georg Dengler, mit Ausstattung | D-4-79-169-177 | weitere Bilder |
| Senestreyplatz 3 (Standort)                                       | Katholisches Pfarrhaus mit ehemaligem Betsaal | Zweigeschossiger Satteldachbau, Granit-Fensterrahmungen im spätbarocken Stil, 1861 aus einem älteren Bauernhaus umgebaut, ehemaliges Schulhaus, erdgeschossiger Mansardwalmdachbau, spätes 18. Jahrhundert | D-4-79-169-178 | BW |
| Sigmund-Wann-Straße (bei Nr. 18) (Standort)                       | Brunnen | Aus Granit, polygonales Becken, schlichter Pfeiler, wohl noch 18. Jahrhundert | D-4-79-169-196 | Brunnen |
| Sigmund-Wann-Straße 2 (Standort)                                  | Wohnhaus | Zweigeschossiger Halbwalmdachbau mit Fachwerkgiebel, spätes 18./frühes 19. Jahrhundert | D-4-79-169-179 | Wohnhaus |
| Sigmund-Wann-Straße 3, 3 a (Standort)                             | Wohnhaus | Zweigeschossiger Traufseitbau mit Schieferdeckung, 18. Jahrhundert | D-4-79-169-180 | Wohnhaus |
| Sigmund-Wann-Straße 5 (Standort)                                  | Wohnhaus | Zweigeschossiger Traufseitbau, Schieferdach mit stehenden Gauben, 18. Jahrhundert | D-4-79-169-181 | Wohnhaus |
| Sigmund-Wann-Straße 7 (Standort)                                  | Wohnhaus | Zweigeschossiger Traufseitbau, Schieferdach mit stehenden Gauben, im Kern 18./19. Jahrhundert, Erdgeschoss verändert | D-4-79-169-182 | Wohnhaus |
| Sigmund-Wann-Straße 15 (Standort)                                 | Wohnhaus | Zweigeschossiger Traufseitbau mit Schieferdeckung, 17./18. Jahrhundert | D-4-79-169-183 | Wohnhaus |
| Sigmund-Wann-Straße 17, 17 a (Standort)                           | Wohnhaus | Zweigeschossiger Traufseitbau mit Schieferdeckung, im Kern wohl 17. Jahrhundert | D-4-79-169-184 | BW |
| Sigmund-Wann-Straße 18 (Standort)                                 | Wohnhaus | Zweigeschossiger Mansardwalmdachbau (Dach erneuert), geohrte Tür- und Fensterrahmungen aus Granit, Biedermeier-Tür mit Schnitzerei, 18./19. Jahrhundert | D-4-79-169-185 | Wohnhaus |
| Sigmund-Wann-Straße 19 (Standort)                                 | Wohnhaus | Zweigeschossiges Eckgebäude mit abgewalmtem Schieferdach, im Kern 17. Jahrhundert | D-4-79-169-186 | BW |
| Sigmund-Wann-Straße 21 (Standort)                                 | Wohnhaus | Zweigeschossiger Traufseitbau, im Kern 18. Jahrhundert | D-4-79-169-187 | BW |
| Sigmund-Wann-Straße 28 (Standort)                                 | Wohnhaus | Zweigeschossiger Traufseitbau mit Schieferdeckung, 18. Jahrhundert | D-4-79-169-188 | Wohnhaus |
| Sigmund-Wann-Straße 31 (Standort)                                 | Wohnhaus | Dreigeschossiger Traufseitbau mit Schieferdeckung, im Kern 17. Jahrhundert | D-4-79-169-189 | Wohnhaus |
| Sigmund-Wann-Straße 32 (Standort)                                 | Wohnhaus | Zweigeschossiger Traufseitbau mit Dacherker und Schieferdeckung, im Kern spätbarock | D-4-79-169-190 | Wohnhaus |
| Sigmund-Wann-Straße 33 (Standort)                                 | Wohnhaus, sogenanntes Reuther-Haus | Zweigeschossiger Traufseitbau mit Schieferdeckung, 1731, mit älterem Kern, Reste der Stadtmauer | D-4-79-169-259 | Wohnhaus, sogenanntes Reuther-Haus                                                                                          |
| Sigmund-Wann-Straße 34 (Standort)                                 | Wohnhaus | Zweigeschossiger Traufseitbau, Schieferdach mit stehenden Gauben, im Kern 17. Jahrhundert | D-4-79-169-191 | Wohnhaus |
| Sigmund-Wann-Straße 35 (Standort)                                 | Wohnhaus, ehemaliges Schirndinger Freihaus | Zweigeschossiger Traufseitbau, Schieferdach mit Fledermausgauben, gefaste Portal- und Fensterrahmungen aus Granit, über dem Portal ein Wappenstein, bezeichnet „1670“ Nebengebäude, eingeschossiger Fachwerkbau mit Satteldach, 18. Jahrhundert, über den Resten eines viereckigen Turmes der Stadtbefestigung | D-4-79-169-192 | Wohnhaus, ehemaliges Schirndinger Freihaus                                                                                  |
| Sigmund-Wann-Straße 37 (Standort)                                 | Wohnhaus | Zweigeschossiger Traufseitbau mit gefugtem Erdgeschoss, Tür- und Fensterrahmungen aus Granit, Schieferdach mit Fledermausgauben, 18. Jahrhundert | D-4-79-169-194 | Wohnhaus |
| Sigmund-Wann-Straße 41, am Spital und an der Kirche (Standort)    | Alte Kopfsteinpflasterung | Aus Wunsiedler Marmor | D-4-79-169-197 | Alte Kopfsteinpflasterung                                                                                                   |
| Sigmund-Wann-Straße 41 (Standort)                                 | Evangelisch-lutherische Spitalkirche | Saalbau, umlaufend mit Streben besetzt, Chor dreiseitig geschlossen, drittes Viertel 15. Jahrhundert, nach den Bränden 1545 und 1732 erneuert, der viergeschossige Westturm seitdem mit welscher Haube, im Erdgeschoss des Westturms Durchgang als Verbindung zwischen Sigmund-Wann-Straße und dem Spitalhof, mit Ausstattung | D-4-79-169-195 | weitere Bilder |
| Sonnenstraße 11 (Standort)                                        | Finanzamt | Reich gegliederter und ornamentierter Sandsteinbau mit Stilelementen der deutschen Spätrenaissance, 1903 von Kreisbauassessor Nißel, Erweiterung 1913/14 | D-4-79-169-198 | Finanzamt |
| Spitalhof 1 (Standort)                                            | Nebengebäude des ehemaligen Hospitals | Satteldachbau, Obergeschoss teilweise in Fachwerk, mehrfach verändert | D-4-79-169-199 | Nebengebäude des ehemaligen Hospitals                                                                                       |
| Spitalhof 2 (Standort)                                            | Ehemaliges Hospital, jetzt Fichtelgebirgsmuseum | Dreigeschossiger Massivbau, Satteldach mit Halbwalm auf der Westseite, im Kern spätgotisch, nach 1476 und 1731 verändert, Mauer mit Pforte und Hoftor, die gefelderte Granitrahmung des Tores bezeichnet „1793“ | D-4-79-169-200 | Ehemaliges Hospital, jetzt Fichtelgebirgsmuseum                                                                             |
| Spitalhof 3 (Standort)                                            | Wohnhaus | Zweigeschossiger Traufseitbau, Mansarddach mit Walm zum Spitalhof und Schieferdeckung, im Kern 17. Jahrhundert, mit Spitalhof 5 und 7 fluchtend und ebenso wie diese ehemals zum Spitalkomplex gehörig, im Spätbarock verändert | D-4-79-169-201 | Wohnhaus |
| Spitalhof 5 (Standort)                                            | Wohnhaus | Zweigeschossiger Traufseitbau, Schieferdach mit stehenden Gauben, im Kern 16./17. Jahrhundert, mit Spitalhof 3 und 7 fluchtend und ebenso wie diese ehemals zum Spitalkomplex gehörig, im 18. Jahrhundert erneuert | D-4-79-169-202 | Wohnhaus |
| Spitalhof 7 (Standort)                                            | Wohnhaus | Zweigeschossiger Bau mit abgewalmtem Mansarddach zum Spitalhof, im Kern 16./17. Jahrhundert, mit Spitalhof 3 und 5 fluchtend und wie diese ehemals zum Spitalkomplex gehörig, im 18. Jahrhundert erneuert, zugehörig Reste eines Stadtturmes | D-4-79-169-203 | Wohnhaus |
| Theresienstraße 1 (Standort)                                      | Wohnhaus | Zweigeschossiges Eckgebäude mit abgewalmtem Schieferdach, um 1835/40, Erdgeschoss durch Ladeneinbau verändert | D-4-79-169-204 | BW |
| Theresienstraße 9 (Standort)                                      | Wohnhaus | Zweigeschossiger Traufseitbau, Schieferdach mit kleinen stehenden Gauben, profiliertes Traufgesims, Granit-Türrahmung, um 1835/40 | D-4-79-169-205 | Wohnhaus |
| Theresienstraße 10, 12 (Standort)                                 | Wohnhaus | Dreigeschossiger Traufseitbau mit schwach betontem Mittelrisalit, rundbogige und rechteckige Tür- und Fensterrahmungen aus Granit, teilweise mit Verdachungen, um 1840 | D-4-79-169-206 | BW |
| Theresienstraße 11 (Standort)                                     | Wohnhaus | Zweigeschossiger Traufseitbau, Schieferdach mit stehenden Gauben, um 1835/40 | D-4-79-169-207 | Wohnhaus |
| Turmgäßchen (Standort)                                            | Runder Granitbrunnen | Bezeichnet „1787“, erneuert 1950 | D-4-79-169-41  | BW |
| Weihergasse 2 (Standort)                                          | Wohnhaus | Dreigeschossiger Bau mit abgewalmtem Schieferdach und Fachwerkgiebel, Tür- und Fensterrahmungen aus Granit, wohl 17. Jahrhundert | D-4-79-169-212 | BW |
| An der Straße nach Marktredwitz, beim Rondell (Standort)          | Reitstein | 17./18. Jahrhundert | D-4-79-169-216 | BW |

### Bernstein
| Lage                    | Objekt                                | Beschreibung | Akten-Nr.      | Bild                                  |
| ----------------------- | ------------------------------------- | --- | -------------- | ------------------------------------- |
| Bernstein 5 (Standort)  | Wohnstallhaus                         | Zweigeschossiger Halbwalmdachbau, verputzt, Schieferdeckung, an Stallfenster bezeichnet „1794“                                                           | D-4-79-169-220 | BW                                    |
| Bernstein 7 (Standort)  | Ehemalige Burg                        | Hoher, zweigeschossiger Satteldachbau mit Quertrakt, verschiefert, 16/17. Jahrhundert                                                                    | D-4-79-169-221 | weitere Bilder                        |
| Bernstein 8 (Standort)  | Ehemalige Schule                      | Zweigeschossiger Halbwalmdachbau mit rundbogiger Granit-Türrahmung und Traufgesims mit Zahnfries, westliche Schmalseite verschiefert, spätklassizistisch | D-4-79-169-222 | BW                                    |
| Bernstein 10 (Standort) | Wohnstallhaus                         | Zweigeschossiger Halbwalmdachbau mit geschweiftem Zwerchgiebel, 19. Jahrhundert, modern verkleidet                                                       | D-4-79-169-264 | BW                                    |
| Bernstein 13 (Standort) | Katholische Pfarrkirche Sankt Jakobus | Chorturm mit welscher Haube im Kern spätromanisch, Chor spätgotisch, barocker Sakristeianbau, Langhaus mit Satteldach gegen 1700, mit Ausstattung        | D-4-79-169-218 | Katholische Pfarrkirche Sankt Jakobus |
| Bernstein 13 (Standort) | Ehemaliger Friedhof                   | Reste der alten Brockenmauer nördlich und östlich der Kirche, im östlichen Mauerzug Grabplatte des 17. Jahrhunderts                                      | D-4-79-169-219 | BW                                    |
| Bernstein 16 (Standort) | Ehemaliges Frackdachhaus              | Umgebaut, das Obergeschoss in Fachwerk, Giebel verschiefert, wohl erste Hälfte 19. Jahrhundert                                                           | D-4-79-169-223 | BW                                    |
| Bernstein 17 (Standort) | Gasthaus                              | Zweigeschossiger Halbwalmdachbau, an Kellereingang und Stall bezeichnet „1730“                                                                           | D-4-79-169-224 | BW                                    |
| Bernstein 18 (Standort) | Evangelisches Pfarrhaus               | Zweigeschossiger Krüppelwalmdachbau mit Zwerchgiebel, Heimatstil, um 1900                                                                                | D-4-79-169-271 | BW                                    |

### Breitenbrunn
| Lage                     | Objekt        | Beschreibung | Akten-Nr.      | Bild |
| ------------------------ | ------------- | --- | -------------- | ---- |
| Am Luxbach 33 (Standort) | Wohnstallhaus | Zweigeschossiger Bau mit abgewalmtem Dach, erste Hälfte 19. Jahrhundert                                                              | D-4-79-169-225 | BW   |
| Am Luxbach 43 (Standort) | Wohnstallhaus | Zweigeschossiger, giebelständiger Halbwalmdachbau mit Schieferdeckung, im Kern 18. Jahrhundert Granit-Brunnentrog, bezeichnet „1767“ | D-4-79-169-226 | BW   |
| Zur Weberei 1 (Standort) | Wohnstallhaus | Erdgeschossiger Satteldachbau mit gestuftem Fachwerkgiebel, 18. Jahrhundert                                                          | D-4-79-169-227 | BW   |
| Zur Weberei 3 (Standort) | Wohnhaus      | Erdgeschossiger, traufständiger Krüppelwalmdachbau, wohl frühes 19. Jahrhundert                                                      | D-4-79-169-228 | BW   |
| Zur Weberei 5 (Standort) | Spinnerei     | Dreigeschossiger Walmdachbau, 1824–26, modern verkleidet                                                                             | D-4-79-169-229 | BW   |

### Fleißenhammer
| Lage                          | Objekt         | Beschreibung                                                                                                  | Akten-Nr.     | Bild |
| ----------------------------- | -------------- | --- | ------------- | ---- |
| Fleißenhammer 2, 4 (Standort) | Ehemals Hammer | Schmucklose, spätbarock überformte Gebäudegruppe, zweigeschossiges Wohnhaus mit Halbwalm auf der freien Seite | D-4-79-169-47 | BW   |

### Furthammer
| Lage                             | Objekt               | Beschreibung                                                          | Akten-Nr.      | Bild |
| -------------------------------- | -------------------- | --------------------------------------------------------------------- | -------------- | ---- |
| Schönbrunner Straße 6 (Standort) | Ehemaliges Forsthaus | Erdgeschossiger Mansarddachbau, auf einer Seite mit Halbwalm, um 1800 | D-4-79-169-230 | BW   |

### Göpfersgrün
| Lage                                                                   | Objekt                                                      | Beschreibung | Akten-Nr.      | Bild |
| ---------------------------------------------------------------------- | ----------------------------------------------------------- | --- | -------------- | ---- |
| Bahnlinie Wunsiedel-Holenbrunn – Selb Stadt, Göpfersgrün 33 (Standort) | Bogenbrücke der ehemaligen Nebenbahnlinie Selb – Holenbrunn | Betonkonstruktion mit Granitquaderverblendung, 1914                                                                        | D-4-79-169-304 | BW   |
| Göpfersgrün 1 (Standort)                                               | Villa                                                       | Dreigeschossiger Walmdachbau mit Zwerchhaus, klassizisierender Heimatstil, 1920/30er Jahre                                 | D-4-79-169-263 | BW   |
| Göpfersgrün 2 (Standort)                                               | Ehemaliger Gutshof, heute Gasthaus                          | Zweigeschossiger Halbwalmdachbau, massiv und verputzt, bezeichnet „1832“                                                   | D-4-79-169-262 | BW   |
| Göpfersgrün 46 (Standort)                                              | Stadel                                                      | Verschalter Ständerbau mit Satteldach, giebelseitig Laube mit balusterförmigen Säulchen, wohl erste Hälfte 19. Jahrhundert | D-4-79-169-232 | BW   |

### Hildenbach
| Lage                     | Objekt        | Beschreibung                                                                | Akten-Nr.      | Bild |
| ------------------------ | ------------- | --------------------------------------------------------------------------- | -------------- | ---- |
| Hildenbach 24 (Standort) | Wohnstallhaus | Erdgeschossiger Satteldachbau mit gestuftem Fachwerkgiebel, 18. Jahrhundert | D-4-79-169-234 | BW   |

### Holenbrunn
| Lage                                                             | Objekt                                                      | Beschreibung | Akten-Nr.      | Bild |
| ---------------------------------------------------------------- | ----------------------------------------------------------- | --- | -------------- | ---- |
| Bahnlinie Wunsiedel-Holenbrunn – Selb Stadt (Standort)           | Bogenbrücke der ehemaligen Nebenbahnlinie Selb – Holenbrunn | Betonkonstruktion, 1914 | D-4-79-169-303 | BW   |
| Egerstraße 170 (Standort)                                        | Wohnstallhaus                                               | Zweigeschossiger, giebelständiger Halbwalmdachbau, am Türstock bezeichnet „1806“, Giebelseite ab erstem Obergeschoss modern verkleidet                                                                                                  | D-4-79-169-235 | BW   |
| Mühlweg, auf Verkehrsinsel hinter der Bahnüberführung (Standort) | Meilenstein                                                 | Granit, Obelisk auf hohem Sockel, neu bezeichnet „1911“ | D-4-79-169-237 | BW   |
| Teichstraße 2 (Standort)                                         | Wohnstallhaus                                               | Zweigeschossiger, giebelständiger Halbwalmdachbau, Giebelseite ab erstem Obergeschoss verschiefert, ehemals am Türstock bezeichnet „1773“, das Obergeschoss wohl im 19. Jahrhundert aufgestockt, das Gebäude 1897 nach Osten verlängert | D-4-79-169-236 | BW   |

### Luisenburg
| Lage                  | Objekt                  | Beschreibung | Akten-Nr.      | Bild |
| --------------------- | ----------------------- | --- | -------------- | ---- |
| Luisenburg (Standort) | Ehemalige Lugsburg      | Etwa 12. Jahrhundert, nur noch spärliche Reste von geschichtetem Mauerwerk erhalten                                                                                           | D-4-79-169-238 | BW   |
| Luisenburg (Standort) | Luisenburg-Felsengarten | Bürgerlicher Landschaftsgarten mit zahlreichen gartengestalterischen Elementen wie Wegen, Treppen, künstlichen Ruinen und Inschriften, vornehmlich der Zeit von 1790 bis 1826 | D-4-79-169-270 | BW   |

### Schönbrunn
| Lage                                            | Objekt                                        | Beschreibung | Akten-Nr.      | Bild           |
| ----------------------------------------------- | --------------------------------------------- | --- | -------------- | -------------- |
| Bayreuther Straße 18 (Standort)                 | Ehemaliges Gasthaus Weißes Roß                | Zweigeschossiger, stattlicher Satteldachbau mit gequaderten Ecklisenen und Mittelrisalit mit Rundbogenfenstern, bezeichnet „1888“ | D-4-79-169-261 | BW             |
| Brunnenstraße (Standort)                        | Dorfbrunnen                                   | Mit Milchkühlkammern, Granit, 1831 | D-4-79-169-247 | BW             |
| Brunnenstraße 20 (Standort)                     | Wohnstallhaus                                 | Zweigeschossiger, giebelständiger Halbwalmdachbau mit Schieferdeckung, erste Hälfte 19. Jahrhundert, entstellender Anbau auf der Giebelseite | D-4-79-169-241 | BW             |
| Brunnenstraße 24 (Standort)                     | Wohnhaus                                      | Zweigeschossiger Satteldachbau mit Zwerchhaus, Lisenen und Gurtband-Gliederung, bezeichnet „1879“ | D-4-79-169-242 | BW             |
| Brunnenstraße 32 (Standort)                     | Wohnhaus                                      | Erdgeschossiger, giebelständiger Satteldachbau mit gestuftem und verschaltem Giebel, erste Hälfte 19. Jahrhundert | D-4-79-169-243 | BW             |
| Brunnenstraße 48 (Standort)                     | Evangelisch-lutherisches Pfarrhaus            | Zweigeschossiger Halbwalmdachbau, massiv und verputzt, 1826 | D-4-79-169-244 | BW             |
| Brunnenstraße 52 (Standort)                     | Evangelisch-lutherische Pfarrkirche St. Peter | Saalbau im Westen dreiseitig geschlossen, Ostturm spätromanisch, 1616–20 auf der Nordseite erweitert, 1709 Erweiterung nach Westen, mit Ausstattung, auf der Nord- und Westseite mehrere Grabplatten aus Granit und Gusseisen, 17./18. Jahrhundert                                        | D-4-79-169-239 | weitere Bilder |
| Burgstraße 6 (Standort)                         | Wohnstallhaus                                 | Zweigeschossiger Frackdachbau, spätes 18./frühes 19. Jahrhundert | D-4-79-169-245 | BW             |
| Burgstraße 29 (Standort)                        | Wohnstallhaus                                 | Erdgeschossiger Frackdachbau, spätes 18./frühes 19. Jahrhundert | D-4-79-169-246 | BW             |
| Nähe Brunnenstraße, Brunnenstraße 52 (Standort) | Friedhof                                      | Mehrfach erweitert, Brockenmauer mit rundbogigem Tor, in der Mauer mehrere Grabplatten, Granit, 17./18. Jahrhundert, Gruftkapelle der Hammerherren Müller zu Leupoldsdorf, bezeichnet „1786“, ehemalige Gruftkapelle der Hammerherren Schreider zu Tröstau, um 1820 (jetzt Leichenhalle). | D-4-79-169-240 | Friedhof       |

### Schönlind
| Lage                                               | Objekt     | Beschreibung | Akten-Nr.      | Bild |
| -------------------------------------------------- | ---------- | --- | -------------- | ---- |
| In Schönlind (Standort)                            | Steinkreuz | Granit, mit zwei ausgehauenen Beilen, wohl 15./16. Jahrhundert, am Dorfteich | D-4-79-169-248 | BW   |
| Bahnlinie Weiden - Oberkotzau; Moosbach (Standort) | Durchlass  | Bahnstrecke 5050 (Weiden–Oberkotzau), Streckenüberführung zwischen Bibersbach und Schönlind, Granitsteinquadermauerwerk, bei Bahnkilometer 60,670, um 1877, Durchlassmund einseitig erneuert | D-4-79-169-354 | BW   |

### Sinatengrün
| Lage                                                 | Objekt                                                      | Beschreibung | Akten-Nr.      | Bild |
| ---------------------------------------------------- | ----------------------------------------------------------- | --- | -------------- | ---- |
| Bahnlinie Wunsiedel-Holenbrunn-Selb Stadt (Standort) | Bogenbrücke der ehemaligen Nebenbahnlinie Selb – Holenbrunn | Betonkonstruktion mit Granitquaderverblendung, 1914 | D-4-79-169-305 | BW   |
| Bei einer Scheune von Haus Nummer 1 (Standort)       | Bildstock                                                   | Granit, vierseitiger Schaft mit gefasten Kanten, vierseitiger Aufsatz mit flachen Bildnischen, Giebelabschlüssen und bekrönendem Kreuz, spätgotisch, bezeichnet „1515“                                                   | D-4-79-169-251 | BW   |
| Sinatengrün 7 (Standort)                             | Bauernhof                                                   | Wohnstallhaus, zweigeschossiger Bau mit abgewalmtem Dach, geohrte Tür- und Fensterrahmungen aus Granit, Giebel aus Gitterfachwerk, bezeichnet „1789“ Stadel Holzständerbau mit Holzverschalung und Flachsatteldach, 1919 | D-4-79-169-249 | BW   |
| Sinatengrün 9 (Standort)                             | Wohnstallhaus                                               | Zweigeschossiger Bau mit abgewalmtem Dach auf der freien Seite, massiv und verputzt, Giebel mit Gitterfachwerk, zweite Hälfte 18. Jahrhundert                                                                            | D-4-79-169-250 | BW   |

### Stemmasgrün
| Lage                     | Objekt        | Beschreibung | Akten-Nr.      | Bild |
| ------------------------ | ------------- | --- | -------------- | ---- |
| Stemmasgrün 4 (Standort) | Bauernhof     | Wohnstallhaus, zweigeschossiger Satteldachbau, geohrte Fensterrahmungen, Fachwerkgiebel verkleidet, zweite Hälfte 18. Jahrhundert, Stall mit Kreuzgewölbe über Pfeilern, holzverschalt, Satteldach, bezeichnet „1775“ | D-4-79-169-252 | BW   |
| Stemmasgrün 5 (Standort) | Wohnstallhaus | Zweigeschossiger Satteldachbau, hakenförmige Anlage, massiv und verputzt, am Wohnteil bezeichnet „1734“ | D-4-79-169-253 | BW   |

### Wiesenmühle
| Lage                          | Objekt            | Beschreibung | Akten-Nr.      | Bild |
| ----------------------------- | ----------------- | --- | -------------- | ---- |
| Wiesenmühle 1 (Standort)      | Ehemalige Mühle   | Stattlicher Walmdachbau von drei Geschossen, mit zwei übergiebelten Risaliten, Schieferdeckung, klassizistisch | D-4-79-169-214 | BW   |
| Wiesenmühle 3, 3 a (Standort) | Zwei Nebengebäude | Schlichte Walmdachhäuser mit zwei (Nr. 3 a) bzw. drei (Nr. 3, wohl aufgestockt) Geschossen, massiv und verputzt, spätklassizistisch, die Häuser bilden mit dem Hauptgebäude Nr. 1 eine regelmäßig-dreiseitige Anlage. | D-4-79-169-215 | BW   |

### Wintersberg
| Lage                     | Objekt        | Beschreibung                                                                                           | Akten-Nr.      | Bild |
| ------------------------ | ------------- | --- | -------------- | ---- |
| Wintersberg 2 (Standort) | Wohnstallhaus | Erdgeschossiger Frackdachbau mit rückseitigem Zwerchgiebel, 18. Jahrhundert, Stallteil modern umgebaut | D-4-79-169-254 | BW   |
| Wintersberg 6 (Standort) | Wohnstallhaus | Zweigeschossiger Satteldachbau, Giebel mit Gitterfachwerk, 18. Jahrhundert                             | D-4-79-169-255 | BW   |

## Ehemalige Baudenkmäler
In diesem Abschnitt sind Objekte aufgeführt, die früher einmal in der Denkmalliste eingetragen waren, jetzt aber nicht mehr. Objekte, die in anderem Zusammenhang also z. B. als Teil eines Baudenkmals weiter eingetragen sind, sollen hier nicht aufgeführt werden. Aktennummern in diesem Abschnitt sind ehemalige, jetzt nicht mehr gültige Aktennummern.

| Lage                                  | Objekt                               | Beschreibung | Akten-Nr.      | Bild |
| ------------------------------------- | ------------------------------------ | --- | -------------- | ---- |
| Wunsiedel Ludwigstraße 49 (Standort)  | Gefelderte Türrahmung und Freitreppe | Aus Granit, um 1840                                                                                               | D-4-79-169-118 | BW   |
| Wunsiedel Ludwigstraße 52 (Standort)  | Türrahmung und Freitreppe            | Aus Granit, um 1840                                                                                               | D-4-79-169-119 | BW   |
| Breitenbrunn Am Luxbach 44 (Standort) | Feuerleiterschuppen                  | Blechgedeckte Holzkonstruktion auf Granitsäulen, Mitte 19. Jahrhundert, mit Geräten (bei Dorferneuerung entfernt) | D-4-79-169-260 | BW   |